# Маргарет Тетчер
Ма́ргарет Гі́льда Те́тчер, Баронеса Те́тчер, LG, OM, DStJ, PC, FRS, HonFRSC (англ. Margaret Hilda Thatcher, до шлюбу Ро́бертс; 13 жовтня 1925 , Грантемd, Лінкольншир  — 8 квітня 2013 , The Ritz Londond, Вестмінстер ) — британська політична діячка, 71-й прем'єр-міністр Великої Британії (Консервативна партія Великої Британії) у 1979—1990 роках, лідерка Консервативної партії в 1975—1990 роках, баронеса з 1992 року. Перша жінка на цій посаді, а також перша жінка, яка стала прем'єр-міністром європейської держави. Прем'єрство Тетчер стало найтривалішим у XX столітті. Відома як «залізна леді». Втілила в життя низку консервативних заходів, які стали частиною політики «тетчеризму».
Очоливши уряд, провела політичні та економічні реформи, спрямовані на відродження країни. Її політична філософія й економічна політика ґрунтувалися на дерегуляції, особливо фінансової системи, у забезпеченні гнучкого ринку праці, приватизації державних компаній і зменшення впливу профспілок. Популярність Тетчер у перші роки правління знизилася через рецесію і високий рівень безробіття, та знову виросла під час Фолклендської війни 1982 року і економічного підйому, що призвело до її переобрання 1983 року.
Тетчер переобрали втретє 1987 року. Та її послідовну підтримку закону про подушний податок і скептичне бачення ролі Британії в Європейському союзі не поділяли члени її уряду. Після того, як Майкл Гезелтайн оскаржив її лідерство в партії, 1990 року Тетчер подала у відставку з посади голови партії і прем'єр-міністра.

## Життєпис

### Ранні роки та освіта

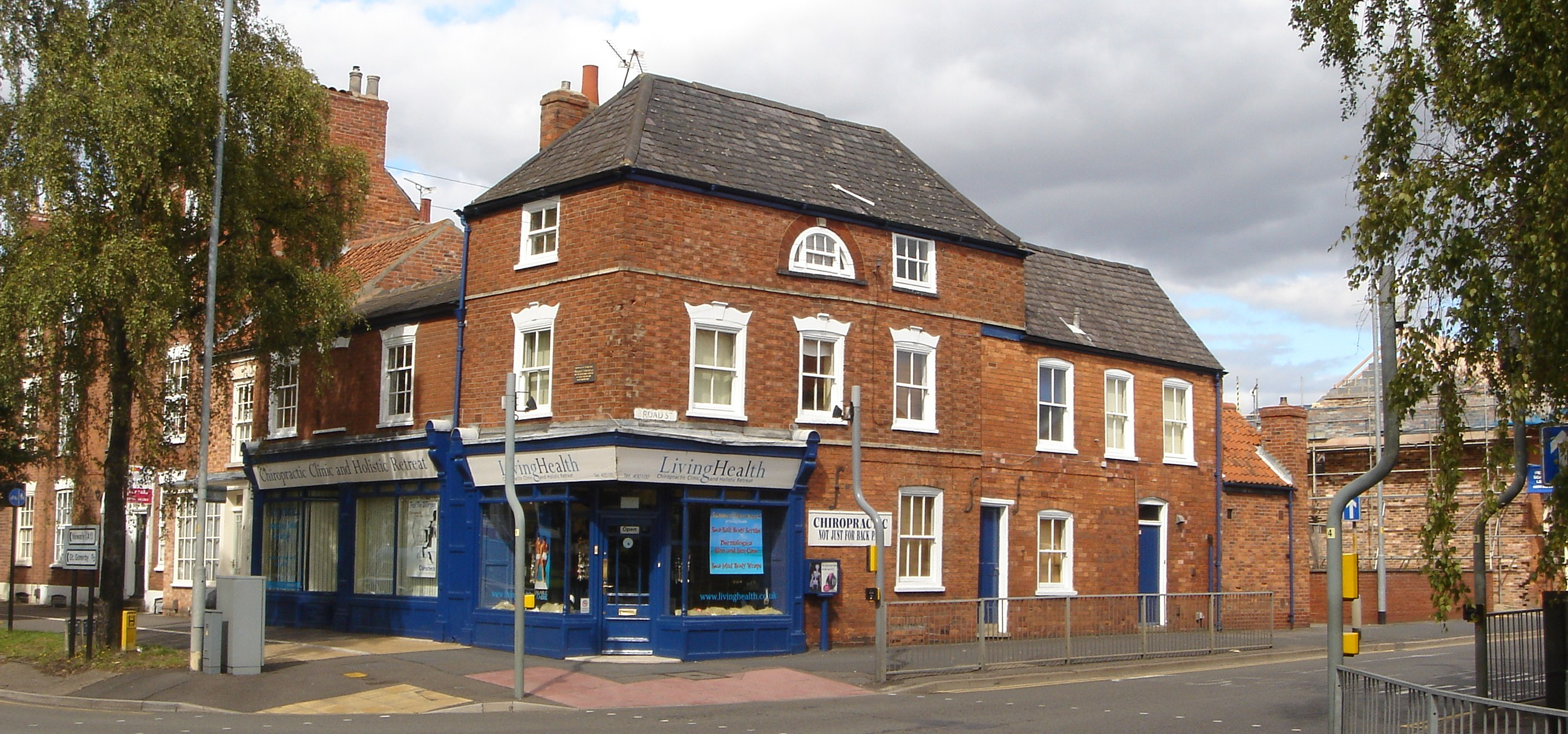
Будинок в Грантемі, в якому народилася М. Тетчер

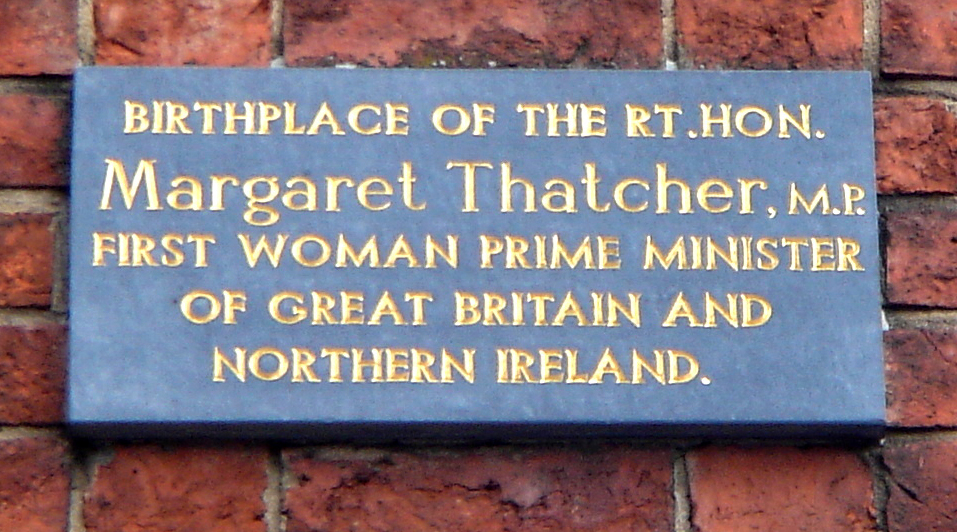
Пам'ятна дошка на будинку, в якому народилася М. Тетчер

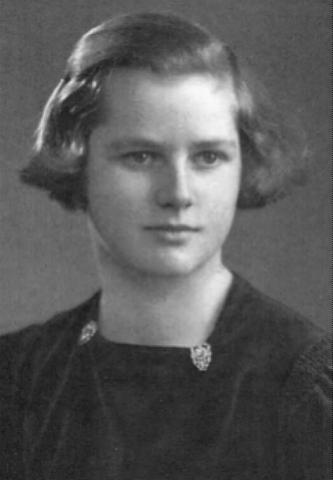
Тринадцятирічна Маргарет Робертс

Маргарет Робертс народилася 13 жовтня 1925 року. Батько — Альфред Робертс родом з Нортгемптонширу, мати — Беатріс Етель (до шлюбу Стефенсон) (1888—1960) родом з Лінкольнширу, кравчиня. Один з дідів — швець, другий — стрілочник. Дитинство провела в місті Грантемі, де її батько мав дві бакалійні крамниці. Маргарет зі старшою сестрою Мюріель мешкали в квартирі над однією з батькових бакалійних крамниць, розташованої недалеко від залізниці. Батько Маргарет брав активну участь в місцевій політиці та житті релігійної громади, був олдерменом і методистським пастором, тому доньок виховував згідно з суворими методистськими традиціями. Сам Альфред народився в родині з ліберальними поглядами, однак, як це було тоді заведено в органах місцевого самоврядування, був безпартійним. У період з 1945 по 1946 рік був мером Грантема, а 1952 року, після переконливої перемоги Лейбористської партії на муніципальних виборах 1950 року, коли партія вперше отримала більшість в Раді Грантема, склав повноваження.
Маргарет навчалась у початковій школі на Гантінгтауер-роуд, потім здобула стипендію на навчання у Школі для дівчаток Кестевена і Грантема. Табелі успішності Маргарет свідчать про старанність і постійне самовдосконалення учениці. Позаурочно вона займалась грою на піаніно, хокеєм на траві, плаванням і спортивною ходьбою, а також декламуванням поезії. У 1942—1943 роках була  старшою ученицею. В останній рік навчання в школі з підготовки до університету подала заявку на стипендію для вивчення хімії у Сомервільському коледжі Оксфордського університету. Спочатку їй відмовили, та потім звільнилось місце і Маргарет усе ж дали стипендію. 1943 року вона приїхала в Оксфорд і 1947-го року, після чотирьох років вивчення хімії, отримала диплом з відзнакою другого ступеня та стала бакалавром природничих наук. В останній рік навчання працювала в лабораторії Дороті Годжкін, де займалася рентгеноструктурним аналізом антибіотика граміцидин З.

### Початок політичної кар'єри
1946 року Робертс очолила Асоціацію Консервативної партії Оксфордського університету. Найбільше на її політичні погляди під час навчання в університеті вплинула праця Фрідріха фон Гаєка «Шлях до кріпацтва» (1944), в якій втручання уряду в економіку країни розглядалося як предтеча авторитарної держави.
Після закінчення університету Робертс переїхала до Колчестера в англійському графстві Ессекс, де працювала хіміком-дослідником у компанії BX Plastics. Тоді ж вступила до місцевої асоціації Консервативної партії і як представниця Консервативної асоціації випускників університету взяла участь в партійній конференції в Лландидно 1948 року. Один з оксфордських друзів Маргарет був також другом голови Дартфордської асоціації Консервативної партії в Кенті, яка займалася пошуком кандидатів на вибори. Маргарет так вразила керівників асоціації, що ті умовили її взяти участь у виборах, хоч вона й не входила до затвердженого списку кандидатів від Консервативної партії. У січні 1951 року (в 24 роки) її обрали кандидатом, а до затвердженого виборчого списку додали постфактум. На святковому обіді, організованому після її офіційного затвердження як кандидата від Консервативної партії в Дартфорді в лютому 1951 року, Робертс познайомилася з успішним і заможним, розлученим підприємцем Денісом Тетчером. Готуючись до виборів, вона переїхала до Дартфорда, де влаштувалася на посаду хіміка-дослідника у компанію J. Lyons and Co. і займалась розробленням емульгаторів, що їх використовували при виробництві морозива.
Під час загальних виборів у лютому 1950 року і жовтні 1951 року Робертс була кандидатом від округу Дартфорд, де традиційно перемагали лейбористи. Вона привернула увагу преси як наймолодший кандидат і єдина жінка у списку. Попри те, що вона двічі програла Норману Доддсові, їй вдалося зменшити підтримку лейбористів серед електорату спочатку на 6 тис. голосів, а потім ще на 1 тис. голосів. Під час передвиборчої кампанії її підтримували батьки, а також Деніс Тетчер, з яким вона взяла шлюб у грудні 1951 року. Деніс також оплатив навчання дружини — 1953 року вона стала баристером і спеціалізувалась на оподаткуванні. Цього ж року вона народила двійню — дочку Керол і сина Марка.

### У парламенті
У середині 1950-х років Тетчер відновила боротьбу за місце в парламенті. 1955 року їй не вдалося стати кандидатом від Консервативної партії під час часткових виборів на виборчому окрузі Орпінгтон, проте в квітні 1958 року стала кандидатом в окрузі Фінчлі. Після важкої передвиборчої кампанії на виборах 1959 року Тетчер усе-таки здобула перемогу і стала членом Палати громад, і була нею до 1992 року. У своїй першій промові як парламентаря вона виступила на підтримку Закону про державні органи, вимагаючи від місцевих рад публічності зібрань, а 1961 року відмовилася підтримати офіційну позицію Консервативної партії, проголосувавши за відновлення покарання у вигляді хлости (биття різками).
У жовтні 1961 року Тетчер висунули на посаду парламентського заступника міністра пенсій і державного соціального страхування в кабінеті Гарольда Макміллана. Після поразки Консервативної партії на парламентських виборах 1964 року вона стала представником партії з питань житлового будівництва і земельної власності, відстоюючи право орендарів викуповувати державні житлові будинки. 1966 року Тетчер стала членом тіньової команди Державної скарбниці і як делегат виступала проти запропонованого лейбористами обов'язкового контролю цін і доходів, стверджуючи, що це призведе до зворотних наслідків і зруйнує економіку країни.
На партійній конференції Консервативної партії 1966 року вона розкритикувала політику високих податків лейбористського уряду. На її думку, це кроки «не просто до соціалізму, а — до комунізму». Тетчер твердила, що низькі податки спонукають до важкої праці. Вона також була одним з небагатьох консерваторів у Палаті громад, які підтримали звільнення від кримінальної відповідальності гомосексуалів. Голосувала за легалізацію абортів і заборону полювання на зайця з хортами. Крім того, Тетчер підтримала збереження смертної кари і голосувала проти послаблення закону про розірвання шлюбу.
1967 року посольство США в Лондоні обрало Маргарет Тетчер для участі в Програмі міжнародних візитів. Це програма професійного обміну, яка тривала близько шести тижнів, і, дозволила їй відвідати різні міста США, зустрітися з політичними діячами і побувати в міжнародних організаціях, як-от МВФ. Після цього візиту Гіт призначив Маргарет членом Тіньового кабінету, де вона стала прес-секретарем міністерства палива та енергетики. Незадовго до загальних виборів 1970 року її підвищили до прес-секретаря тіньового міністерства транспорту, а тоді — освіти.

### Міністр освіти і науки (1970—1974)
На парламентських виборах 1970 років перемогу здобула Консервативна партія під керівництвом Едварда Гіта. У новому уряді Тетчер призначили міністром освіти і науки. За перший місяць перебування на посаді Маргарет привернула увагу громадськості через спроби уряду скоротити витрати на галузь. Вона віддала пріоритет академічним потребам у школах і знизила витрати на державну систему освіти, внаслідок чого скасовано безкоштовну видачу молока школярам від семи до одинадцяти років. Водночас залишено видачу молока об'ємом 1/3 пінти (близько 0,16 л) дітям молодшого віку. Політика Тетчер викликала шквал критики з боку Лейбористської партії і ЗМІ, вони обізвали її «Margaret Thatcher, Milk Snatcher» (в перекладі з англійської мови — «Маргарет Тетчер, крадійка молока»). В автобіографії Тетчер згодом писала: «Я отримала цінний урок. Накликала на себе максимум політичної ненависті за мінімум політичної вигоди».
Перебування Тетчер з 1970 до 1974 року на посаді міністра освіти і науки також відзначилось пропозиціями щодо активнішого закриття місцевими органами освіти шкіл грамоти і запровадження єдиної середньої освіти. Загалом, попри те, що Маргарет планувала зберегти школи грамоти, частка учнів, які відвідували єдині середні школи, зросла з 32 до 62 %.

### Очільниця опозиції (1975—1979)

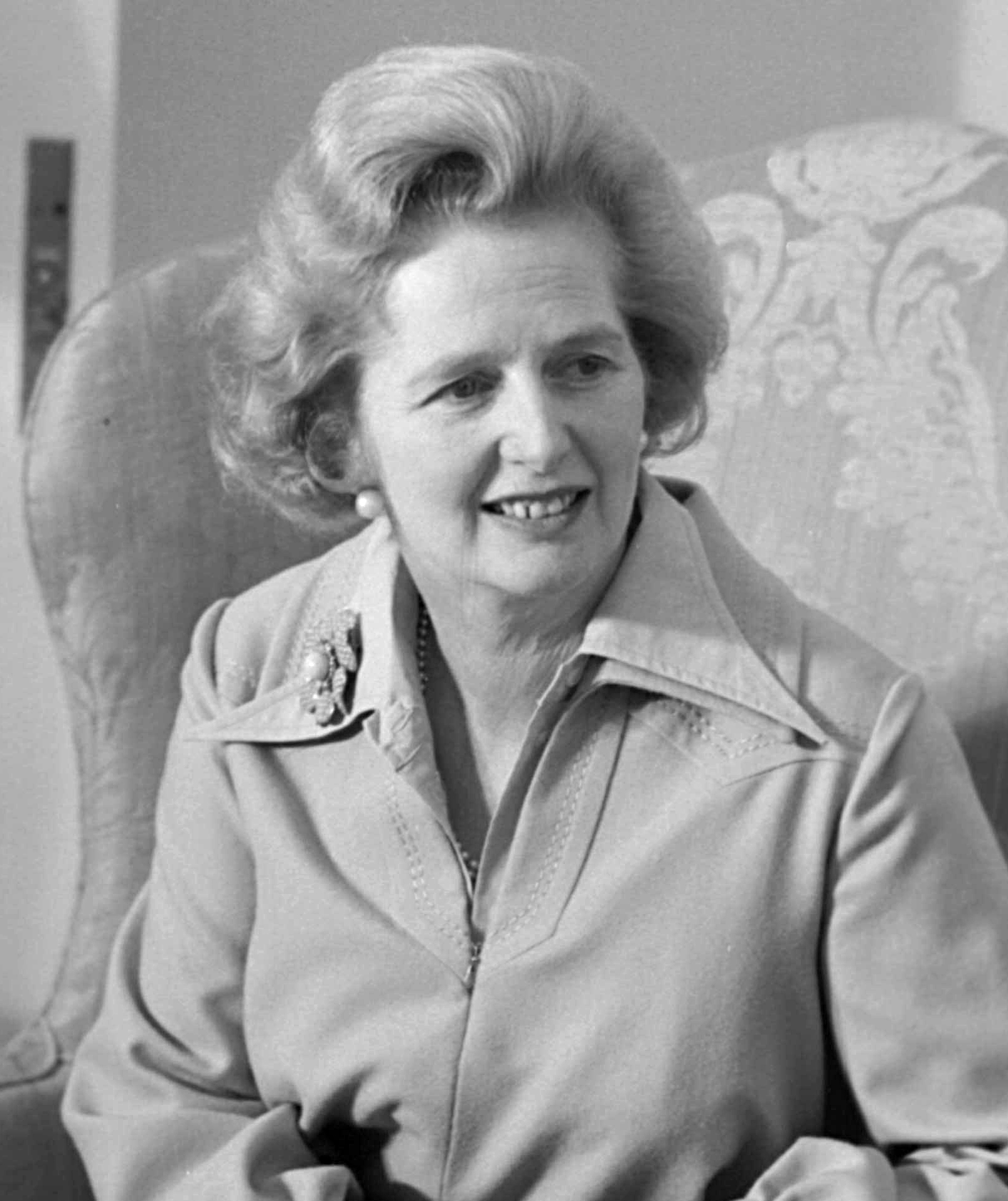
Маргарет Тетчер, 1975 рiк

Після низки проблем, з якими зіткнувся уряд Гіта впродовж 1973 року (нафтова криза, вимоги профспілок щодо підвищення зарплат), на парламентських виборах у лютому 1974 року Консервативна партія зазнала поразки від лейбористів. На чергових загальних виборах, які відбулися в жовтні 1974 року, результат консерваторів виявився ще гіршим. На тлі зниження підтримки партії серед населення Тетчер вирішила боротись за посаду голови Консервативної партії. Пообіцявши провести партійні перетворення, вона заручилася підтримкою так званого Комітету 1922 року, який об'єднує консерваторів-членів Парламенту. 1975 року на виборах голови партії Тетчер в першому турі голосування здобула перемогу над Гітом, якому довелось піти у відставку. У другому турі вона перемогла Вільяма Вайтлоу, якого вважали найкращим наступником Гіта, і  вже 11 лютого 1975 року офіційно очолила Консервативну партію, а Вайтлоу призначила своїм заступником.
Після обрання Тетчер стала регулярно відвідувати офіційні обіди в Інституті економічних відносин — «мозковому центрі», що його заснував магнат, учень Фрідріха фон Гаєка, Ентоні Фішер. Тут на неї вплинули погляди Ральфа Гарріса і Артура Селдона і вона стала обличчям ідеологічного руху, який виступав проти задуму держави загального добробуту. Брошури інституту пропонували зменшення чисельності уряду, зниження податків і збільшення свободи для підприємців та споживачів.
19 січня 1976 року Тетчер виступила з різкою критикою Радянського Союзу:
| Ліві лапки | СРСР налаштовані на світове панування, і вони стрімко набувають засобів, необхідні для становлення як наймогутніша імперська держава, яку коли-небудь бачив світ. Людям в радянському Політбюро не потрібно турбуватися з приводу швидкої зміни громадської думки. Вони вибрали гармати замість масла, тим часом як для нас майже усе інше важливіше за гармати. | Праві лапки |

У відповідь на це газета Міністерства оборони СРСР «Червона зірка» опублікувала статтю «„Залізна леді“ лякає…» (24 січня 1976 року). Автор писав, що «залізною леді… іменують її в її власній країні» (Насправді ж у Великій Британії Маргарет Тетчер спочатку називали інакше. Наприклад, 5 лютого 1975 року в лондонській газеті «Daily Mirror» стаття про Тетчер називалась «The Iron Maiden» — «Залізна діва».). Незабаром переклад прізвиська «залізна леді» в англійській газеті «The Sunday Times» міцно закріпився за Маргарет.
Незважаючи на відновлення британської економіки наприкінці 1970-х років, лейбористський уряд зіткнувся з проблемою громадського занепокоєння через подальший шлях розвитку країни, а також із серією страйків взимку 1978—1979 років (цю сторінку в історії Великої Британії стали називати «Зимою незгоди»). Консерватори регулярно нападали на лейбористів, насамперед звинувачуючи їх у рекордному рівні безробіття. Після того, як на початку 1979 року уряд Джеймса Каллагана отримав вотум недовіри, у Великій Британії оголосили позачергові парламентські вибори.
Консерватори будували свої передвиборчі обіцянки навколо економічних питань, й доводили необхідність приватизації і ліберальних реформ. Вони обіцяли боротися з інфляцією і домагатися ослаблення профспілок, позаяк їхні страйки завдавали значної шкоди економіці.

### Прем'єрство

#### Внутрішня політика
За підсумками виборів 3 травня 1979 року консерватори впевнено перемогли, отримавши 43,9 % голосів і 339 місць в Палаті громад (лейбористи отримали 36,9 % голосів і 269 місць в Палаті громад), і 4 травня Тетчер стала першою жінкою прем'єр-міністром Великої Британії. Коли вона приїхала до робочого кабінету на Даунінг стріт, то сказала, перефразувавши Просту молитву:
| Ліві лапки | Туди, де панує розлад, ми принесемо гармонію; Туди, де є помилки, ми принесемо правду; Туди, де є сумніви, ми принесемо віру; А туди, де панує відчай, ми принесемо надію. Оригінальний текст (англ.) Where there is discord, may we bring harmony; Where there is error, may we bring truth; Where there is doubt, may we bring faith; And where there is despair, may we bring hope. | Праві лапки |

У 1980-х роках Тетчер часто називали найвпливовішою жінкою у світі. На посаді прем'єра вона доклала чимало зусиль для реформування британської економіки й усього суспільства.
На парламентських виборах 1983 року консерваторів на чолі з Тетчер підтримали 42,43 % виборців, тим часом лейбористи отримали лише 27,57 % голосів. Цьому також сприяла криза в самій лейбористській партії, яка пропонувала подальше збільшення державних витрат, відновлення державного сектора в попередньому обсязі і збільшення податків для багатих. Окрім того, в партії стався розкол, і впливова частина лейбористів («банда чотирьох») заснувала Соціал-демократичну партію, яка виступила на цих виборах спільно з ліберальною партією. Нарешті, проти лейбористів зіграли такі чинники, як агресивність неоліберальної ідеології, популізм тетчеризму, радикалізація профспілок, а також Фолклендська війна.
На парламентських виборах 1987 року консерватори знову перемогли, отримавши 42,3 % голосів порівняно з 30,83 % у лейбористів. Це було пов'язано з тим, що Тетчер вдалося домогтися стабільного економічного зростання завдяки застосуванню жорстких і непопулярних заходів в економіці та соціальній сфері. Іноземні інвестиції, які почали стало надходити до Великої Британії, сприяли модернізації виробництва і збільшенню конкурентоспроможності власної продукції. До того ж, уряду Тетчер довгий час вдавалося зберігати інфляцію на дуже низькому рівні. Крім того, завдяки вжитим заходам до кінця 1980-х років значно скоротився рівень безробіття.

Особливу увагу ЗМІ приділяли взаєминам прем'єр-міністра і королеви, позаяк щотижня вони мали зустріч для обговорення поточних політичних проблем. У липні 1986 року британська газета Sunday Times опублікувала статтю, в якій автор стверджував про існування розбіжностей між Букінгемським палацом і Даунінґ-стріт зі «широкого кола питань, які стосуються внутрішньої і зовнішньої політики». У відповідь на цю статтю представники королеви оприлюднили офіційне спростування, відкинувши будь-яку можливість конституційної кризи в Британії. Після відставки Тетчер з посади прем'єр-міністра оточення Єлизавети II й далі називало «дурницею» будь-які твердження про те, що королева і пані прем'єр-міністр мали непорозуміння. Згодом Тетчер написала:
Я завжди вважала ставлення Королеви до роботи Уряду абсолютно коректним… розповіді про суперечності між „двома впливовими жінками“ були занадто гарні, щоб їх не вигадувати.

##### Економіка та оподаткування
Істотно вплинули на економічну політику Тетчер ідеї монетаризму і праці таких економістів, як Мілтон Фрідман і Фрідріх фон Гаєк. Спільно з канцлером скарбниці Джеффрі Гау Тетчер проводила політику, спрямовану на зниження прямих податків на дохід і підвищення непрямих податків, зокрема податку на додану вартість. З метою зниження темпів інфляції і обсягів грошової маси збільшили облікову ставку. Своєю чергою, для боротьби з бюджетним дефіцитом застосовували вкрай непопулярні заходи: скорочення дотацій державним підприємствам, скорочення допомоги депресивним регіонам, зниження витрат на соціальну сферу (освіта і ЖКГ). Скорочення витрат на вищу освіту призвело до того, що Тетчер стала першим післявоєнним прем'єр-міністром Великої Британії, що закінчила Оксфордський університет, проте не отримала статусу почесного доктора університету (проти цього виступили не тільки студенти, а й проголосувала чинна тоді рада). Створені нею коледжі міських технологій не мали великого успіху. Для контролю витрат у сфері освіти відкриттям і закриттям шкіл було засновано Консолідоване шкільне агентство, яке, за словами Фонду соціального ринку, мало «надзвичайно диктаторські повноваження».
| ВВП і державні витрати за функціональною класифікацією | %-зміна в реальному вираженні з 1979/80 до 1989/90 |
| ------------------------------------------------------ | -------------------------------------------------- |
| ВВП                                                    | +23,3                                              |
| Державні витрати всього                                | +12,9                                              |
| Правопорядок                                           | +53,3                                              |
| Зайнятість населення і підготовка фахівців             | +33,3                                              |
| Охорона здоров'я                                       | +31,8                                              |
| Соціальний захист                                      | +31,8                                              |
| Транспорт                                              | −5,8                                               |
| Торгівля і промисловість                               | −38,2                                              |
| ЖКГ                                                    | −67,0                                              |
| Оборона                                                | −3,3                                               |

Деякі члени Консервативної партії з-поміж прихильників Едварда Гіта, які входили до Кабінету, не поділяли політику Тетчер. Після англійських заворушень 1981 року в британських ЗМІ відкрито заговорили про необхідність докорінних змін економічного курсу країни. Однак на партійній конференції консерваторів 1980 року Тетчер відкрито заявила: «Повертайте, якщо хочете. Леді не повертає!»
У грудні 1980 року рейтинг Тетчер впав до 23 % — найнижчий показник з-поміж усіх британських прем'єр-міністрів. Після погіршення ситуації у сфері економіки і поглиблення рецесії на початку 1980-х років Тетчер, попри занепокоєння з боку провідних економістів, підвищила податки.
До 1982 року в економіці Великої Британії з'явились ознаки відновлення: рівень інфляції знизився з 18 % до 8,6 %. Проте вперше з 1930-х років кількість безробітних була понад 3 млн осіб. До 1983 року темпи економічного зростання прискорилися, а рівень інфляції і ставки кредитування по іпотеці досягли найнижчих з 1970 року показників. Незважаючи на це, обсяг виробництва порівняно з 1970 роком впав на 30 %, а кількість безробітних сягнула піку 1984 року — 3,3 млн. осіб.
До 1987 року рівень безробіття в країні знизився, стан економіки стабілізувався, а темпи інфляції були відносно низькими. Важливу роль у підтримці економіки Великої Британії відігравали доходи від 90-відсоткового податку на північноморську нафту, які протягом 1980-х років також активно використовували для здійснення реформ.
Згідно з опитуваннями громадської думки, Консервативна партія користувалася найбільшою підтримкою серед населення, а успішні для консерваторів результати виборів місцевих рад спонукали Тетчер призначити на 11 червня парламентські вибори, хоча строк для їхнього проведення закінчувався лише через 12 місяців. За результатами виборів, Маргарет зберегла за собою пост прем'єр-міністра Великої Британії на третій термін.
Під час свого третього прем'єрства Тетчер провела реформу оподаткування, доходи від якого йшли до бюджетів органів місцевого самоврядування: замість податку, основаного на номінальній орендній вартості будинку, ввели так званий «комунальний податок» (подушний податок): однакову суму мав сплачувати кожен повнолітній мешканець будинку. 1989 року такий податок ввели в Шотландії, а 1990 року — в Англії і Уельсі. Реформування системи оподаткування стало одним з найнепопулярніших заходів прем'єрства Тетчер. 31 березня 1990 року суспільне невдоволення вилилося у великі демонстрації в Лондоні, в яких взяло участь близько 70 тисяч осіб. Демонстрації на Трафальгарській площі, врешті решт, вилилися в безлади, під час яких 113 осіб було поранено, а 340 — заарештовано. Сильне невдоволення податком населення змусило наступника Тетчер, Джона Мейджора, скасувати його.

##### Приватизація
Політика приватизації стала невіддільною частиною так званого «тетчеризму». Після виборів 1983 року пришвидшено продаж державних підприємств на ринку комунальних послуг. Всього від продажу державних промислових підприємств уряд виручив понад £ 29 млрд (наприклад, двоетапна приватизація виробника авіаційних і промислових двигунів Rolls-Royce принесла £ 1,6 млрд), а від продажу муніципального житла — ще £ 18 млрд.
Процес приватизації, особливо збиткових державних промислових підприємств, сприяв поліпшенню низки показників цих підприємств, особливо продуктивності праці. Було приватизовано ряд підприємств у сфері видобутку природного газу, водопостачання та електропостачання, які, тим не менш, залишилися природними монополіями, тому їхня приватизація не пожвавила конкуренцію на ринку. Хоча Тетчер завжди виступала проти приватизації залізниці, порівнюючи її з Ватерлоо для Наполеона I, незадовго до своєї відставки вона все ж погодилася на приватизацію компанії British Rail, яку її наступник здійснив 1994 року. Низка приватизованих компаній мала хороші показники і під державним контролем. Наприклад, компанія British Steel значно підвищила свою продуктивність, залишаючись державним підприємством, діяльність якого контролював призначений урядом голова Ян Макгрегор, який за роки своєї діяльності зіткнувся з різким невдоволенням з боку профспілок з приводу закриття заводів і скорочення робочих місць. Щоб компенсувати втрату прямого державного контролю над приватизованими підприємствами, уряд Великої Британії значно розширив регулювання цієї галузі: створено регулятивні органи, як-от Управління з контролю за газопостачанням, Міністерство телекомунікацій і Національне управління з проблем річок.
Загалом результати від приватизації були двоякі, хоча споживачі переважно виграли від зниження цін і поліпшення продуктивності. Крім того, завдяки масовій приватизації багато британців стали акціонерами, що лягло в основу «народного капіталізму».
Приватизацію державних активів супроводжувала фінансова дерегуляція з метою підтримки економічного зростання. 1979 року Джеффрі Гау скасував валютне регулювання, що дозволило збільшити вкладення капіталу в іноземні ринки. А так званий «Великий шок» 1986 року призвів до зняття більшості обмежень на Лондонській фондовій біржі. Уряд Тетчер підтримував зростання у фінансовому секторі та галузі послуг компенсаціями депресивних тенденцій у сфері промисловості. За словами політичного економіста С'юзан Стрейндж, ця політика привела до утворення «капіталізму казино» (англ. casino capitalism), внаслідок якого спекуляції і фінансова торгівля стали відігравати в економіці країни значнішу роль, ніж промислове виробництво.

##### Трудові відносини
За час свого прем'єрства Тетчер активно боролася з впливом профспілок, які, на її думку, негативно впливали на парламентську демократію і економічні результати через регулярні страйки. Перший прем'єрський термін Маргарет відзначився низкою страйків, які організувала частина профспілок у відповідь на нове законодавство, яке обмежувало їхні повноваження. 1981 року в Брікстоні відбулися серйозні заворушення через зростання рівня безробіття, проте уряд Тетчер не став пом'якшувати свою економічну політику, що спричинила зростання безробіття. Зрештою протистояння профспілок з урядом закінчилося нічим. Тільки 39 % членів профспілок проголосувало за Лейбористську партію на парламентських виборах 1983 року. На думку BBC, Тетчер «вдалося позбавити профспілки влади майже на ціле покоління».
Під час другого прем'єрського терміну Тетчер і далі проводила попередній економічний курс, а також розпочала активнішу боротьбу з впливом профспілок: ухвалено закони про заборону на примус до вступу до профспілки, про заборону «страйків солідарності», про обов'язкове попереднє інформування роботодавців про початок страйку і про обов'язкове таємне голосування для ухвалення рішення про початок страйку. Крім того, скасовувалося правило «закритого цеху» про переважний прийом на роботу членів з провідного на цьому підприємстві тред-юніону, угоди з тред-юніонами щодо мінімальної гарантованої зарплати. З консультативних урядових комісій з питань економічної та соціальної політики також виключили представників профспілок.
Хоча зусилля Тетчер були спрямовані на недопущення масових страйків, які часто відбувались у Великій Британії, вона переконувала британців у тому, що ці заходи допоможуть збільшити демократичність профспілок. Проте разом зі значними скороченнями на приватизованих збиткових підприємствах і швидким зростанням безробіття ця політика вилилася у ще більші страйки.

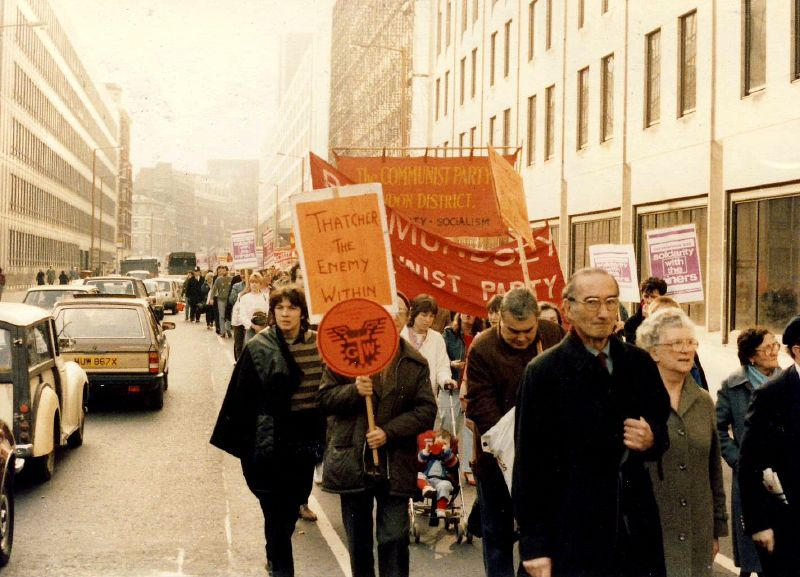
Демонстрація в Лондоні під час страйку шахтарів 1984 року

Страйк шахтарів 1984–1985 років став найбільшим проявом конфронтації між профспілками і британським урядом. У березні 1984 року Національне управління вугільної промисловості виступило з пропозицією про закриття 20 з 174 державних шахт і скорочення 20 тисяч робочих місць (усього в галузі працювало 187 тисяч осіб). Дві третини шахтарів країни під керівництвом Національної спілки гірників оголосили загальнонаціональний страйк, а вже влітку до шахтарів долучилися працівники транспортної і металургійної галузі. Страйк охопив усю країну і зачепив багато галузей економіки. Тетчер відмовилася прийняти умови страйкарів і порівняла претензії шахтарів з фолклендським конфліктом, який відбувся двома роками раніше:
Нам довелося боротися з ворогом за межами країни, на Фолклендських островах. Ми завжди повинні знати про ворога всередині країни, з яким набагато важче боротися і який є небезпечнішим для свободи.
Через рік після початку страйку, в березні 1985 року, Національна спілка гірників була змушена відступити. Збиток для економіки країни від цих подій оцінювали, щонайменше, в 1,5 млрд £. Окрім того, страйки спричинили сильне падіння курсу фунта стерлінгів щодо долара США. 1985 року уряд Великої Британії закрив 25 нерентабельних шахт, а до 1992 року —  97. Решту шахт було приватизовано. Внаслідок подальшого закриття ще 150 вугільних шахт, частина з яких не була збитковою, десятки тисяч людей втратили роботу.

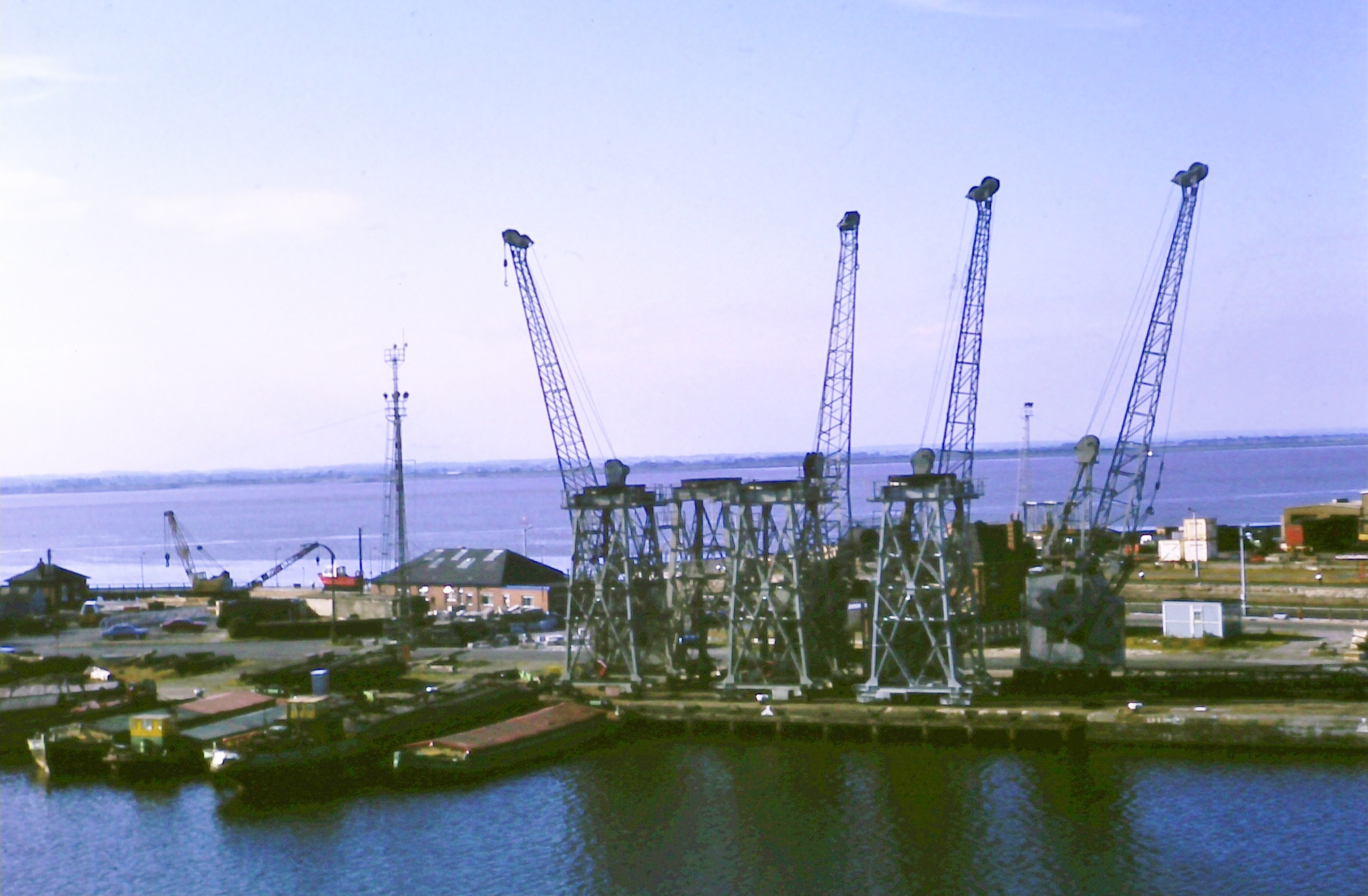
Покинуті доки під час страйків 1984-го

Як відомо, шахтарі доклались до відставки прем'єра Гіта, тому Тетчер була рішуче налаштована досягти успіху там, де він зазнав невдачі. Для мінімізації наслідків страйку британський уряд збільшив видобуток нафти у Північному морі і збільшив імпорт нафти, а також простежив аби люди, котрі через острах втратити роботу не пристали до страйкарів, і налаштували громадську думку проти учасників страйку і профспілок, мали роботу. Стратегія створення національних запасів пального, призначення головою національного управління вугільної промисловості Яна Макгрегора, який вів боротьбу з профспілками, а також підготовка британської поліції до можливих страйків і заколотів, допомогли Тетчер здобути перемогу над профспілками. Наслідком дій уряду стало закінчення страйку 1985 року.
Найбільша кількість страйків у Великій Британії припала на 1979 рік (4583 страйки, кількість втрачених робочих днів —понад 29 млн). 1984 року в країні відбувся 1221 страйк. У наступні роки прем'єрства Тетчер кількість страйків неухильно знижувалась: 1990 року їх було тільки 630. Знижувалась і кількість членів профспілок: з 13,5 млн 1979 року до 10 млн осіб 1990 року (рік відставки Тетчер).
Для боротьби з дедалі більшим безробіттям уряд Тетчер також переглянув систему допомоги безробітним: скоротили соціальну допомогу, зняли регулювання квартирної плати державою, стимулювали неповний робочий день, більш ранній вихід на пенсію, професійний перевишкіл на запитувані спеціальності, переїзд до менш благополучних регіонів країни. Крім того, стимулювався розвиток дрібного бізнесу. Незважаючи на значний рівень безробіття на початку і в середині 1980-х років, завдяки відходу від традиційної повоєнної політики повної зайнятості багато промислових підприємств зуміли значно поліпшити свою конкурентоспроможність, скоротивши витрати. Відповідно, це сприяло економічному зростанню.

##### Соціальна сфера
Неоконсервативна політика Тетчер торкнулася не тільки сфери економіки, фінансів та трудових відносин, а й соціальної галузі, на яку уряд країни прагнув поширити ті ж засади і використати аналогічну стратегію — зниження витрат, приватизація і дерегулювання. Подібна політика дозволила, з одного боку, поширити елементи ринку в цій сфері, з іншого боку — зміцнити контроль над нею з боку центрального уряду.

##### Освіта
У перші роки прем'єрства Тетчер сфера освіти не була основним пріоритетом для уряду країни, який був більше зайнятий боротьбою з інфляцією і профспілками. Проте вже 1981 року, після призначення міністром освіти Кіта Джозефа, означився поворот у політиці, який відобразив прагнення Тетчер взяти під контроль діяльність освітніх установ й одночасно поширити на них ринкові закони, згідно з якими виживає найсильніший, тобто школи, які мають найбільшу популярність.
Важливим досягненням Тетчер у цій сфері стало введення так званих схем субсидування районів, згідно з якими навчання учнів могло частково або повністю оплачуватись за державний кошт. Це дозволило талановитим дітям з бідних сімей навчатись у приватних школах, де навчання було платним. Окрім того, батькам учнів надали право самостійно обирати місце навчання своїх дітей, замість направляти їх у школи, до яких вони були приписані, а також ставати членами керівної ради школи.
Закон про освітню реформу 1988 року у Великій Британії ввів національні навчальні плани, в основі яких була ідея отримання учнями схожої освіти незалежно від типу школи і її розташування. Виділили «основні предмети»: англійську мову, математику і науку, а також «фундаментальні предмети» — історію, географію, технологію, музику, мистецтво і фізику. У середній школі ввели обов'язкове вивчення іноземної мови.
Серйозні заходи вжили щодо зниження ролі й самостійності місцевих органів народної освіти, які займалися фінансовим управлінням шкіл. Замість них фінанси передали під контроль керівників, серед яких також були батьки учнів.
Законом 1988 року також вводився новий тип установ середньої освіти — міські технологічні коледжі, які отримали фінансову підтримку з боку держави (при цьому також фінансувалися з боку приватних спонсорів і благодійних внесків). Навчання в цих коледжах було безкоштовним.

##### Охорона здоров'я
У часі прем'єрства Тетчер виникла епідемія ВІЛ/СНІДу, проте спочатку Уряд країни залишався байдужим щодо цього питання. Тему ВІЛ підняли лише 1984 року, коли постало питання про необхідність забезпечення безпеки донорської крові. Як наслідок у період з 1984 по 1985 рік проблема СНІДу розвивалася, в першу чергу, в контексті гемотрансфузії і боротьби з наркоманією.
Непопулярність цієї теми в рамках діяльності британського уряду пояснювалася декількома причинами. По-перше, існувало уявлення про те, що новий вірус поширений передусім серед гомосексуалів і, меншою мірою, серед маргінальних груп, тому він мало погрожував більшості громадян країни. По-друге, Консервативна партія прагнула протиставити себе лейбористам, які виступали на підтримку прав сексуальних меншин. Здебільшого це пояснювалося прихильністю консерваторів до консервативніших поглядів у питанні сімейних відносин і цінностей. Виходячи з цього, 1986 року Міністерство освіти розвернуло в школах кампанію проти створення позитивного образу гомосексуальності, а 1988 року прийняли відому поправку до Закону про місцеве самоврядування, яка наказувала місцевим органам влади «не допускати сприяння в поширенні гомосексуальності або матеріалів з метою його заохочення», а також «не допускати в процесі навчання в школах матеріалів про прийнятність гомосексуальності».
Водночас прийнята 1986 року нова політика у сфері боротьби зі СНІДом, яка полягала в розповсюдженні статевої освіти серед населення як єдиного дієвого способу боротьби з епідемією, передбачала співробітництво й участь в її реалізації груп найбільшого ризику, в першу чергу ЛГБТ-спільноти. Таким чином, уряд до цього часу скоріше дотримувалося стратегії профілактичних заходів (заклик використовувати презервативи, одноразові шприци), а не політики покарання або відчуження основних груп ризику, хоча і підтримувало образ гомосексуальності як аномального явища. Значною мірою така зміна в політиці була викликана острахом епідемії СНІДу серед гетеросексуальних пар, а також науковими публікаціями американських фахівців.
Однак уже 1989 року, у міру зменшення тривоги в суспільстві з приводу епідемії СНІДу, відбулися чергові зміни в політиці щодо цього питання. Тетчер, впевнена в перебільшенні проблеми, розпустила спеціальний відділ з питань СНІДу при Міністерстві охорони здоров'я, а також відмовилася фінансувати академічні дослідження у сфері сексуальної поведінки. Як наслідок ЗМІ знову стали писати про цю проблему як про біду ЛГБТ-спільноти, а не традиційних сексуальних пар.

##### Проблема Північної Ірландії
1981 року представники Тимчасової Ірландської республіканської армії і Ірландської національної визвольної армії, які відбували тюремне ув'язнення в північноірландській в'язниці Мейз, влаштували голодування, вимагаючи повернути їм статус політичних ув'язнених, якого їх позбавив попередній лейбористський уряд. Голодування почав Боббі Сендс, який заявив, що готовий голодувати до смерті, якщо уряд не поліпшить умови ув'язнення його сусідам по камері. Однак Тетчер відмовилася йти на поступки. За її словами, «злочин є злочин, і політичного аспекту в даному випадку немає». Втім, британський уряд вів таємні переговори з республіканськими лідерами, намагаючись покласти край голодуванню. Після смерті Сендса і дев'яти інших ув'язнених, які голодували від 46 до 73 днів, ув'язнених ірландських націоналістів зрівняли в правах з іншими ув'язненими-членами збройних формувань, однак Тетчер категорично відмовилася надати їм політичний статус. Голодування призвело до ескалації насильства в Північній Ірландії, а 1982 року політик з Шинн Фейн Денні Моррісон назвав Тетчер «найбільшою мерзотницею в світі» (англ. the biggest bastard we have ever known).
12 жовтня 1984 року Ірландська республіканська армія вчинила замах на Тетчер, підірвавши бомбу в готелі в Брайтоні під час конференції консерваторів. Внаслідок теракту загинуло п'ять осіб, зокрема дружина одного з членів Кабінету міністрів. Сама Тетчер не постраждала і наступного дня відкрила партійну конференцію. Як і було заплановано, вона виступила з доповіддю, що викликало підтримку з боку політичних кіл і збільшило її популярність серед громадськості.
6 листопада 1981 року Тетчер та ірландський прем'єр-міністр Ґаррет Фітцджеральд заснували Англо-ірландську міжурядову раду, в рамках якої проводили регулярні зустрічі між представниками обох урядів. 15 листопада 1985 року Тетчер і Фітцджеральд підписали в замку Гіллсборо Англо-ірландську угоду, за якою возз'єднання Ірландії мало статися тільки в разі підтримки цієї ідеї більшістю населення Північної Ірландії. Крім того, вперше в історії британський уряд надав Ірландській Республіці консультаційні функції в управлінні Північною Ірландією. Пропонувалося скликати міжурядову конференцію за участі ірландських і британських офіційних осіб для обговорення політичних та інших питань щодо Північної Ірландії, при цьому Ірландська Республіка представляла інтереси північноірландських католиків.
Підписана угода викликала різку критику з боку юніоністів, які представляли переважно інтереси протестантського населення і виступали за збереження Ольстеру в складі Великої Британії і проти втручання Ірландії у справи Північної Ірландії. Заступник глави юніоністів-демократів Пітер Робінсон навіть назвав його «актом політичної проституції». До протестної кампанії під гаслом «Ольстер говорить Ні» на чолі з юніоністами приєдналося понад 100 тисяч осіб.
Член Консервативної партії Іен Гау пішов з посади державного міністра у Скарбівні, й усі 15 юніоністів-членів Палати громад пішли у відставку; тільки один з них повернувся за парламентськими довиборами 23 січня 1983 року.

#### Зовнішня політика

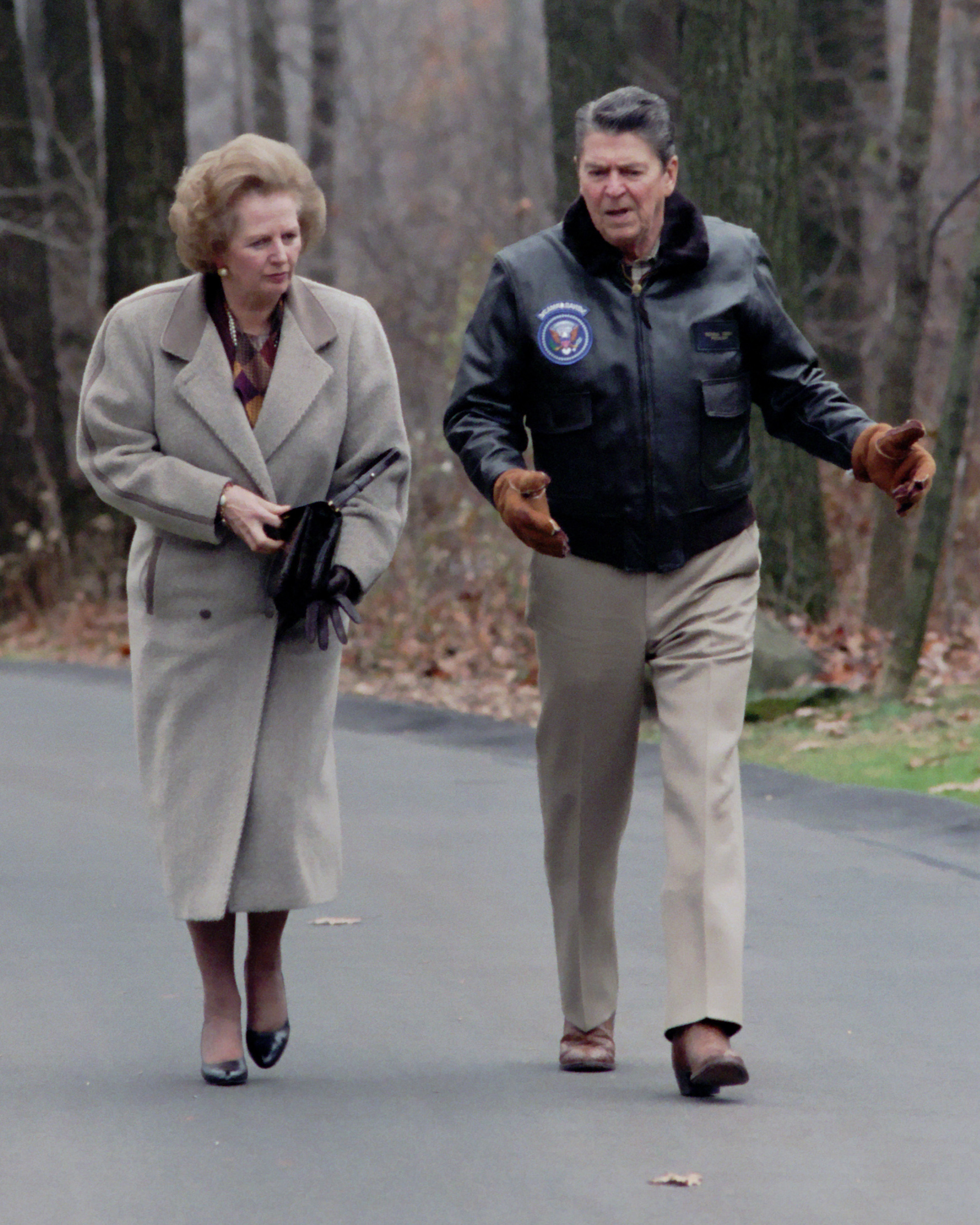
Маргарет Тетчер і Рональд Рейган. Кемп-Девід, 1986 рік

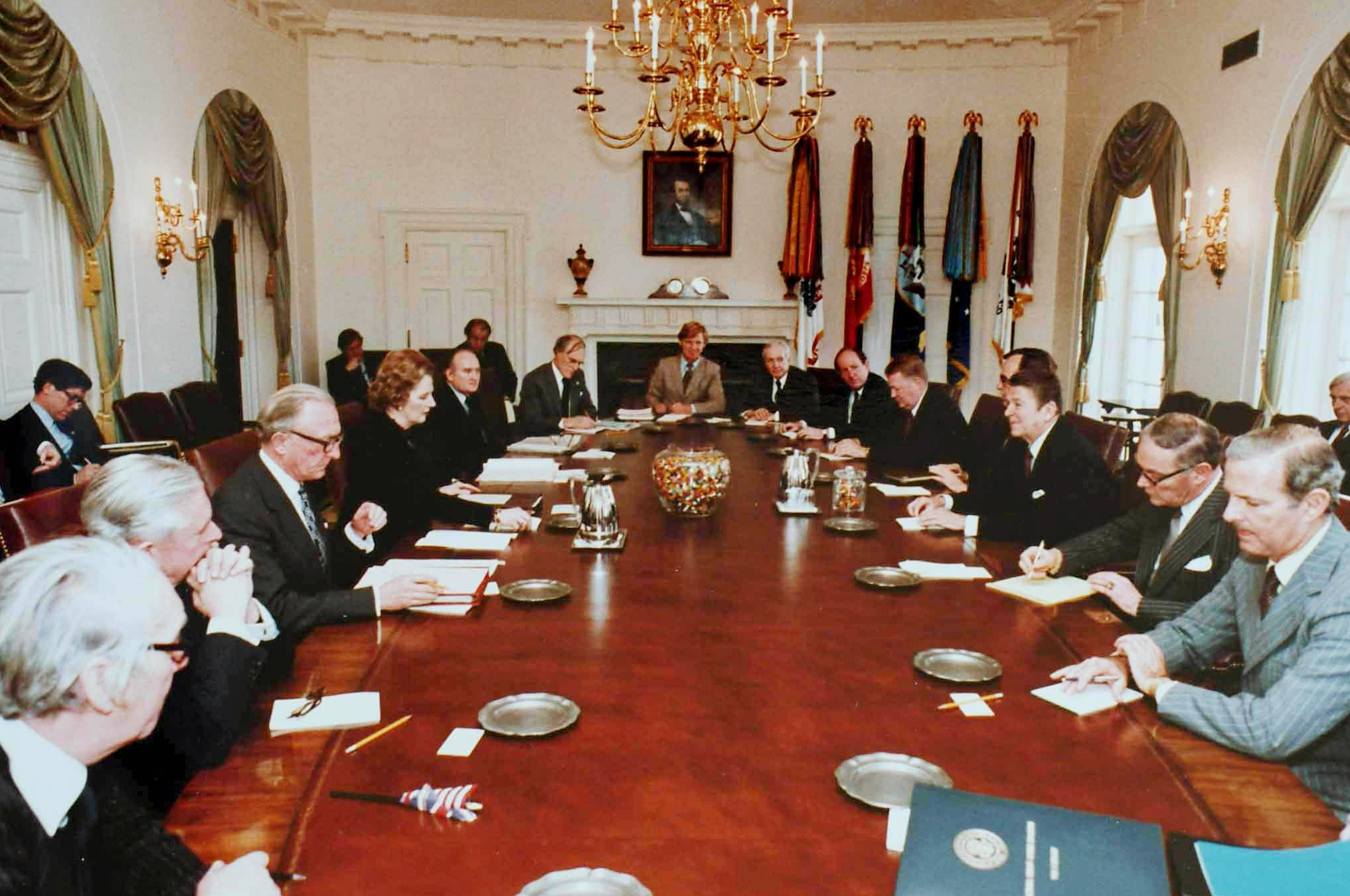
Кабінет міністрів Тетчер на зустрічі з Кабінетом Рейгана у Білому домі, 1981.

У зовнішній політиці Тетчер орієнтувалася на США і підтримувала ініціативи Рональда Рейгана щодо СРСР, до якого обидва політики ставилися з недовірою. У ході свого першого прем'єрського терміну вона виступила на підтримку рішення НАТО про розгортання в Західній Європі ракет наземного базування BGM-109G і ракет малої дальності Першинг-1А, а також дозволила американським військовим з 14 листопада 1983 року розмістити понад 160 крилатих ракет на військово-повітряній базі США Грінем-Коммон, розташованій в англійському Беркширі, що викликало масові протести з боку Кампанії за ядерне роззброєння. Крім того, Велика Британія при Тетчер закупила на суму більш ніж 12 млрд £ (в цінах 1996—1997 років) ракети системи «Трайдент» для установлення на своїх ПЧАРБ, якими передбачалося замінити ракети «Поларіс». У підсумку ядерні сили країни потроїлися.
Таким чином, в питаннях оборони британський уряд повністю покладався на США. Значного розголосу в січні 1986 року набула «справа Вестленда». Тетчер доклала всіх зусиль до того, щоб національний виробник вертольотів «Westland» відмовився від пропозиції про злиття з боку італійської компанії «Agusta» на користь пропозиції від американської компанії «Sikorsky Aircraft». Згодом державний секретар оборони Великої Британії Майкл Хезелтайн, який підтримував угоду з «Agusta», подав у відставку.

Фолклендська війна 1982 року

2 квітня 1982 року аргентинський десант висадився на британських Фолклендських островах, спровокувавши початок Фолклендської війни. Наступила криза, яка стала визначальною подією прем'єрства [Тетчер]. За пропозицією Гарольда Макміллана і Роберта Армстронга, Тетчер стала творцем і головою військового кабінету, який до 5–6 квітня поставив перед ВМФ Великої Британії завдання повернути контроль над островами. 14 червня аргентинські військові здалися, а військова операція завершилася успіхом для британської сторони, хоча під час конфлікту було вбито 255 британських військових і трьох мешканців Фолклендських островів. Аргентинська сторона втратила 649 вояків (з них 323 людини загинуло внаслідок затоплення британським атомним підводним човном аргентинського крейсера «Генерал Бельграно»). Через конфлікт Тетчер критикували за нехтування питаннями оборони Фолклендських островів, а також за рішення про потоплення «Генерала Бельграно». З усім тим Тетчер змогла задіяти всі військові та дипломатичні можливості для відновлення суверенітету Великої Британії над островами. Цю політику було схвально зустрінуто британцями, що помітно зміцнило захитані позиції консерваторів і лідерство Тетчер в партії перед парламентськими виборами 1983 року. Завдяки «Фолклендському чиннику», економічному відновленню початку 1982 року і розбіжностям серед лейбористів Консервативній партії на чолі з Тетчер вдалося здобути перемогу на виборах.
У вересні 1982 року Тетчер відвідала Китай, де з Деном Сяопіном обговорила можливе майбутнє суверенітету Гонконгу. Китай був першою комуністичною державою, яку відвідала Тетчер. До цього прем'єр-міністри Великої Британії Китай ніколи не відвідували. Під час зустрічі Тетчер шукала згоду від КНР на продовження британської оренди території Гонконгу, але Ден незмінно дотримувався думки, що весь Гонконг повинен бути китайською територією. При цьому, Ден Сяопін заявив про свою готовність врегулювати питання суверенітету з британським урядом на офіційних переговорах, і обидва уряди обіцяли зберегти стабільність і процвітання Гонконгу. Після дворічних переговорів Тетчер поступилася уряду КНР і підписала 1984 року в Пекіні об'єднану китайсько-британську декларацію, погодившись передати КНР суверенітет Гонконгу 1997 року.
Тетчер, на відміну від багатьох консерваторів, прохолодно ставилася до ідеї подальшого поглиблення європейської інтеграції. 1988 року у своїй промові в Брюгге вона виступила проти ініціатив ЄЕС про підвищення централізації в ухваленні рішень і створення федеративних структур. Хоча загалом Тетчер виступала за членство Великої Британії в інтеграційному об'єднанні, вона вважала, що роль організації має бути обмежена питаннями забезпечення вільної торгівлі та ефективної конкуренції. Незважаючи на позицію канцлера скарбниці Найджела Лоусона і міністра закордонних справ Джеффрі Гау, Маргарет виступала категорично проти участі країни в Європейському механізмі валютних курсів, попереднику Європейського валютного союзу, вважаючи, що це накладе обмеження на британську економіку. Однак Джону Мейджору вдалося переконати Тетчер, і в жовтні 1990 року Велика Британія стала учасником механізму.
Роль Британської Співдружності при Тетчер зменшилася. Розчарування Тетчер у цій організації пояснювалося підвищеним, з її точки зору, зацікавленням Співдружності до врегулювання становища на півдні Африки на умовах, які не відповідали вимогам британських консерваторів. Тетчер розглядала Співдружність лише як корисну структуру для ведення переговорів, які не становили великої цінності.

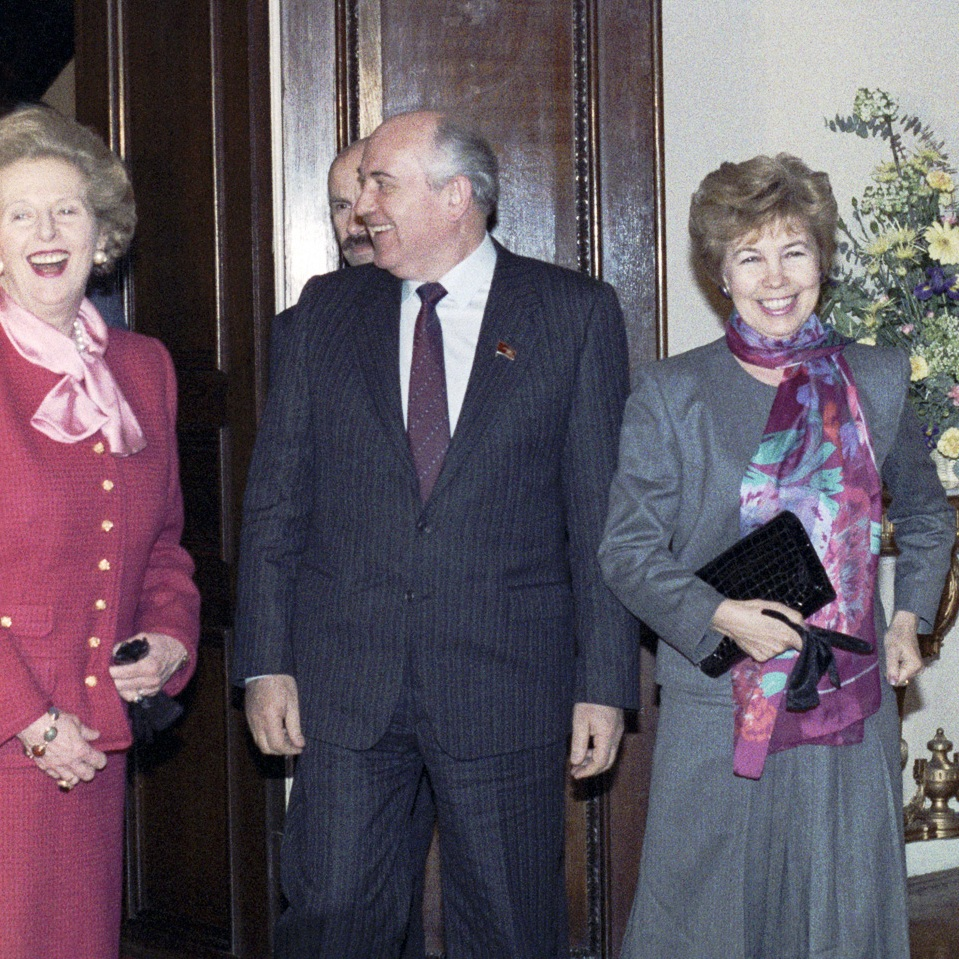
Відвідини до Великої Британії Генерального секретаря ЦК КПРС Михайла Горбачова 1989 року

Тетчер, одною з перших серед західних політиків, позитивно оцінила реформістські настрої радянського лідера Михайла Горбачова, з яким вперше провела переговори в Лондоні в грудні 1984 року. Відомим є її вислів про Горбачова після цих переговорів: «З цією людиною можна мати справу». Ще в листопаді 1988 року — за рік до падіння Берлінської стіни і східноєвропейських соціалістичних режимів — Тетчер вперше відкрито заявила про кінець «холодної війни»: «Тепер ми не в стані холодної війни», оскільки «нові відносини широкі як ніколи». 1985 року Тетчер відвідала Радянський Союз і зустрілася з Михайлом Горбачовим і Головою Ради Міністрів СРСР Миколою Рижковим. Спершу вона виступала проти можливого об'єднання Німеччини. За її словами, це
...призведе до зміни післявоєнних кордонів, і ми не можемо дозволити цього, оскільки подібний розвиток подій поставить під питання стабільність усього міжнародного становища і може загрожувати нашій безпеці.
Крім того, Тетчер побоювалася, що єдина Німеччина буде більше співпрацювати із СРСР, відсунувши на другий план НАТО. Водночас прем'єр-міністр виступала на підтримку незалежності Хорватії і Словенії.

### Відставка
Під час виборів голови Консервативної партії, які відбулися 1989 року, суперником Тетчер став маловідомий член Палати громад Ентоні Маєр. З 374 членів парламенту, які були членами Консервативної партії і володіли правом голосу, за Тетчер проголосувало 314 осіб, тим часом як за Маєра — 33. Її прихильники в партії вважали результат успіхом і відкинули будь-які твердження про те, що всередині партії існували розбіжності.
За свого прем'єрства Тетчер мала другий найнижчий середній рівень підтримки у населення (близько 40 %) з-поміж усіх післявоєнних прем'єр-міністрів Великої Британії. Опитування громадської думки свідчили про те, що її популярність була нижчою за популярність Консервативної партії. Проте впевнена у собі Тетчер завжди наполягала на тому, що її мало цікавлять різні рейтинги, вказуючи на рекордну підтримку під час парламентських виборів.
Згідно з опитуванням громадської думки, проведеним у вересні 1990 року, рейтинг лейбористів був на 14 % вищий за рейтинг консерваторів, а до листопада консерватори поступалися лейбористам вже на 18 %. Вищевказані рейтинги, а також войовнича особистість Тетчер й ігнорування нею думки колег стали причиною розбіжностей усередині Консервативної партії. У підсумку саме партія першою позбулася Маргарет Тетчер.
1 листопада 1990 року Джеффрі Гау, останній з першого Кабінету Тетчер 1979 року, подав у відставку з посади заступника прем'єр-міністра після того, як Тетчер відмовилася узгодити терміни приєднання Великої Британії до єдиної європейської валюти.
Наступного дня Майкл Хезелтайн оголосив про своє бажання очолити Консервативну партію. Згідно з опитуваннями громадської думки, саме його кандидатура могла допомогти консерваторам обігнати лейбористів. Хоча Тетчер вдалося посісти перше місце в першому турі голосування, Хезелтайн заручився достатньою кількістю голосів (152 голоси) для проведення другого туру. Маргарет спочатку мала намір продовжити боротьбу до переможного кінця в другому турі, проте після консультацій з Кабінетом вона вирішила знятися з виборів. Після аудієнції у королеви і своєї заключної промови в Палаті громад Тетчер подала у відставку з посади прем'єр-міністра. Своє зміщення з посади вона вважала зрадою.
Посада прем'єр-міністра Великої Британії і голови Консервативної партії перейшла до Джона Мейджора, на чолі з яким Консервативна партія здобула перемогу на парламентських виборах 1992 року.

### Після відставки
Після відставки Тетчер протягом двох років була членом Палати громад від Фінчлі. 1992 року, коли їй було 66 років, вона ухвалила рішення залишити британський парламент, що, на її думку, давало їй можливість більш відкрито висловлювати свою думку щодо тих чи інших подій.

#### Після відходу з Палати громад
Після відходу з Палати громад Тетчер стала першим колишнім прем'єр-міністром Великої Британії, що заснував фонд. 2005 року через фінансові труднощі його було закрито. Тетчер написала два томи мемуарів: «The Downing Street Years» (1993) та «The Path to Power» (1995).
У липні 1992 року тютюнова компанія «Philip Morris» найняла Тетчер як «геополітичного консультанта» з посадовим окладом $250 тис. і щорічним внеском $250 тис. у її фонд. Окрім того, за кожний публічний виступ вона отримувала $50 тис..
У серпні 1992 року Тетчер закликала НАТО зупинити влаштовану сербами різанину в боснійських містах Горажде і Сараєво, поклавши край етнічним чисткам періоду Боснійської війни. Вона порівняла ситуацію в Боснії з «гіршими крайнощами нацистів», і заявила, що становище в краї може стати новим Голокостом. Тетчер також виступила в Палаті лордів з критикою Маастрихтського договору, який, за її словами, «вона ніколи не підписала б».
На тлі зростання зацікавленості західних нафтових компаній в енергоресурсах Каспійського моря у вересні 1992 року Тетчер відвідала Баку, де взяла участь в підписанні угоди щодо проведення оціночних розробок родовищ Чираг і Шах-Деніз між Урядом Азербайджану і компаніями British Petroleum і Statoil.

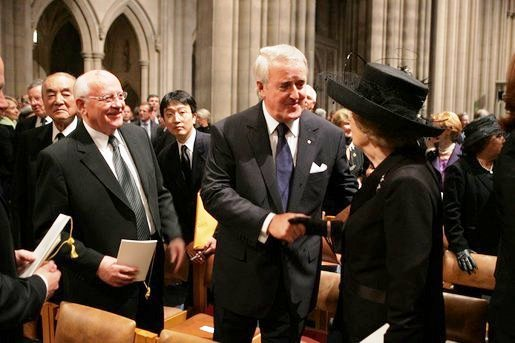
Тетчер з Михайлом Горбачовим (зліва) і Браяном Малруні (в центрі) на похороні Рональда Рейгана в червні 2004 року

З 1993 до 2000 року Тетчер була почесним ректором Коледжу Вільяма і Мері в американському штаті Віргінія, а з 1992 до 1999 року — почесним ректором Букінгемського університету (першого приватного університету Великої Британії, заснованого нею 1975 року).
Після обрання Тоні Блера головою Лейбористської партії 1994 року Тетчер назвала його «найнебезпечнішим лідером лейбористів з часів Г'ю Гейтскелла».
1998 року, після арешту іспанським урядом колишнього чилійського диктатора Аугусто Піночета, який мав постати перед судом за масове порушення прав людини, Тетчер закликала до його звільнення, зіславшись на ту підтримку, яку він надав Великій Британії під час Фолклендського конфлікту. 1999 року вона відвідала колишнього політика, який перебував під домашнім арештом в передмісті Лондону. Піночета звільнили за рішенням міністра внутрішніх справ Джека Стро в березні 2000 року з медичних причин.
Під час парламентських виборів 2001 року Тетчер підтримувала консерваторів, хоча і не схвалила кандидатуру Іана Данкана Сміта на посаду лідера Консервативної партії, як це було у випадку з Джоном Мейджором і Вільямом Гейґом. Та одразу після виборів вона віддала перевагу Данкану Сміту замість Кеннета Кларка.
У березні 2002 року Тетчер випустила книгу «Мистецтво управління державою: стратегії для мінливого світу», яку присвятила Рональду Рейгану. У ній Маргарет висловила своє ставлення з низки міжнародних політичних подій і процесів. Вона стверджувала, що на Близькому Сході не буде миру доти, доки не буде повалений режим Саддама Хусейна; писала про необхідність Ізраїлю жертвувати територією в обмін на мир, утопічність Європейського Союзу. На її думку, Британії потрібно переглянути умови свого членства в ЄС або навіть покинути інтеграційне утворення, приєднавшись до НАФТА.

#### Після 2002 року
26 червня 2003 року пішов з життя чоловік Тетчер — Деніс. 3 липня його кремували.
11 червня 2004 року Тетчер приїхала на похорон Рональда Рейгана. Через проблеми зі здоров'ям її надгробну промову записали на відео заздалегідь. Потім Тетчер разом з оточенням Рейнана вирушила до Каліфорнії, де відвідала поминальну службу і церемонію поховання в Президентській бібліотеці Рональда Рейгана.

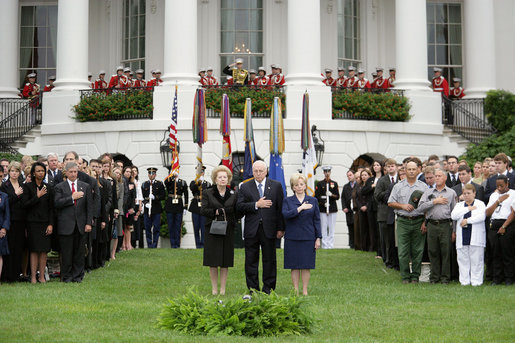
Тетчер на поминальній службі на честь п'ятиріччя від дня терористичних актів 11 вересня 2001 року. Праворуч — Дік Чейні і його дружина

80-річчя Маргарет відсвяткувала 13 жовтня 2005 року в лондонському готелі Mandarin Oriental Hotel. Гостями були Єлизавета II, Філіп Единбурзький, Александра Кентська і Тоні Блер. Джеффрі Гау, який також був на урочистостях, заявив, що
...її справжня перемога — це змінити обидві партії, а не одну, тож, коли лейбористи повернулися до влади, велику частину принципів тетчеризму вони прийняли як даність.
2006 року Тетчер як гість Діка Чейні відвідала у Вашингтоні офіційну поминальну службу в пам'ять про терористичні акти 11 вересня 2001 року. Під час візиту Маргарет зустрілася з державним секретарем США Кондолізою Райс.

У лютому 2007 року Тетчер стала першим прем'єр-міністром Великої Британії, якому за життя встановили пам'ятник у британському парламенті (офіційне відкриття відбулося 21 лютого 2007 року за її присутності). Бронзова статуя з витягнутою правою рукою розташована навпроти статуї політичного кумира Тетчер — Вінстона Черчілля. Тетчер виступила з короткою промовою в Палаті громад, заявивши, що
...я скоріше воліла б залізну статую, але бронза теж зійде… Вона не поржавіє.
Наприкінці листопада 2009 року Тетчер ненадовго повернулася на Даунінґ-стріт, 10, щоб представити публіці її офіційне поличчя, виконане художником Річардом Стоуном, який так само створював портрети Єлизавети II і її матері — Єлизавети Боуз-Лайон. Ця подія стала виявом особливої поваги до колишнього прем'єра ще за життя.
2002 року Тетчер пережила кілька мікроінсультів, після яких лікар порадив їй відмовитися від участі в публічних заходах і відійти від громадської і політичної діяльності. Після знепритомнення під час обіду в Палаті громад, яке сталося 7 березня 2008 року, її привезли в лікарню Сент-Томас в центральній частині Лондона. У червні 2009 року її ушпиталили через перелом руки. З 2005 року до кінця життя в неї прогресувала деменція.
На партійній конференції консерваторів 2010 року новий прем'єр-міністр країни Девід Камерон оголосив про те, що знову запросить Тетчер на Даунінґ-стріт, 10 з нагоди її 85-річчя, на честь якого влаштують урочистості за участі колишніх і нинішніх міністрів. Однак Маргарет відмовилась від будь-яких урочистостей через грип. 29 квітня 2011 року Тетчер запросили на весілля принца Вільяма і Кетрін Міддлтон, однак її не було на церемонії через погане самопочуття.

### Хвороба і смерть

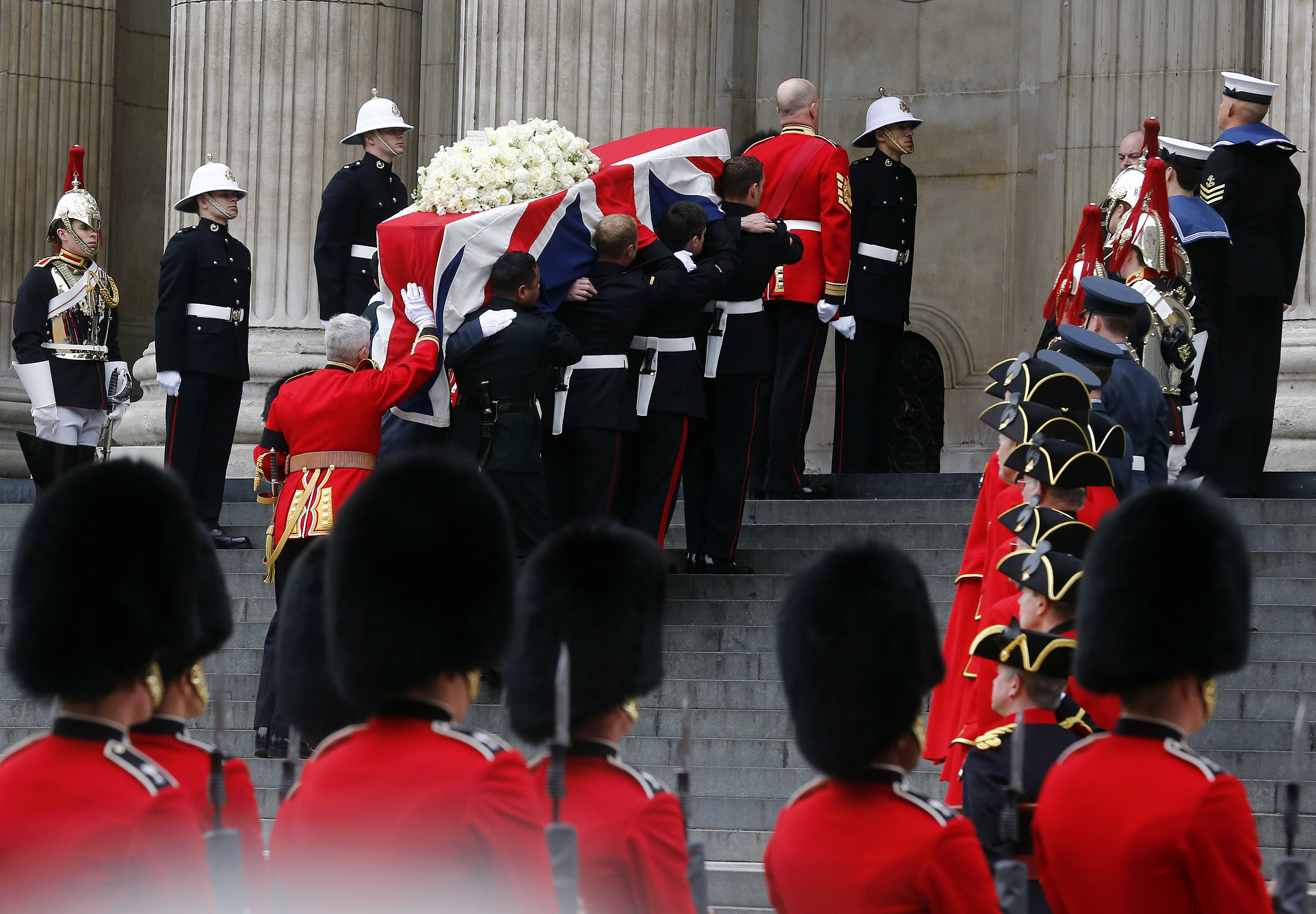
Труну Тетчер несуть у собор Святого Павла

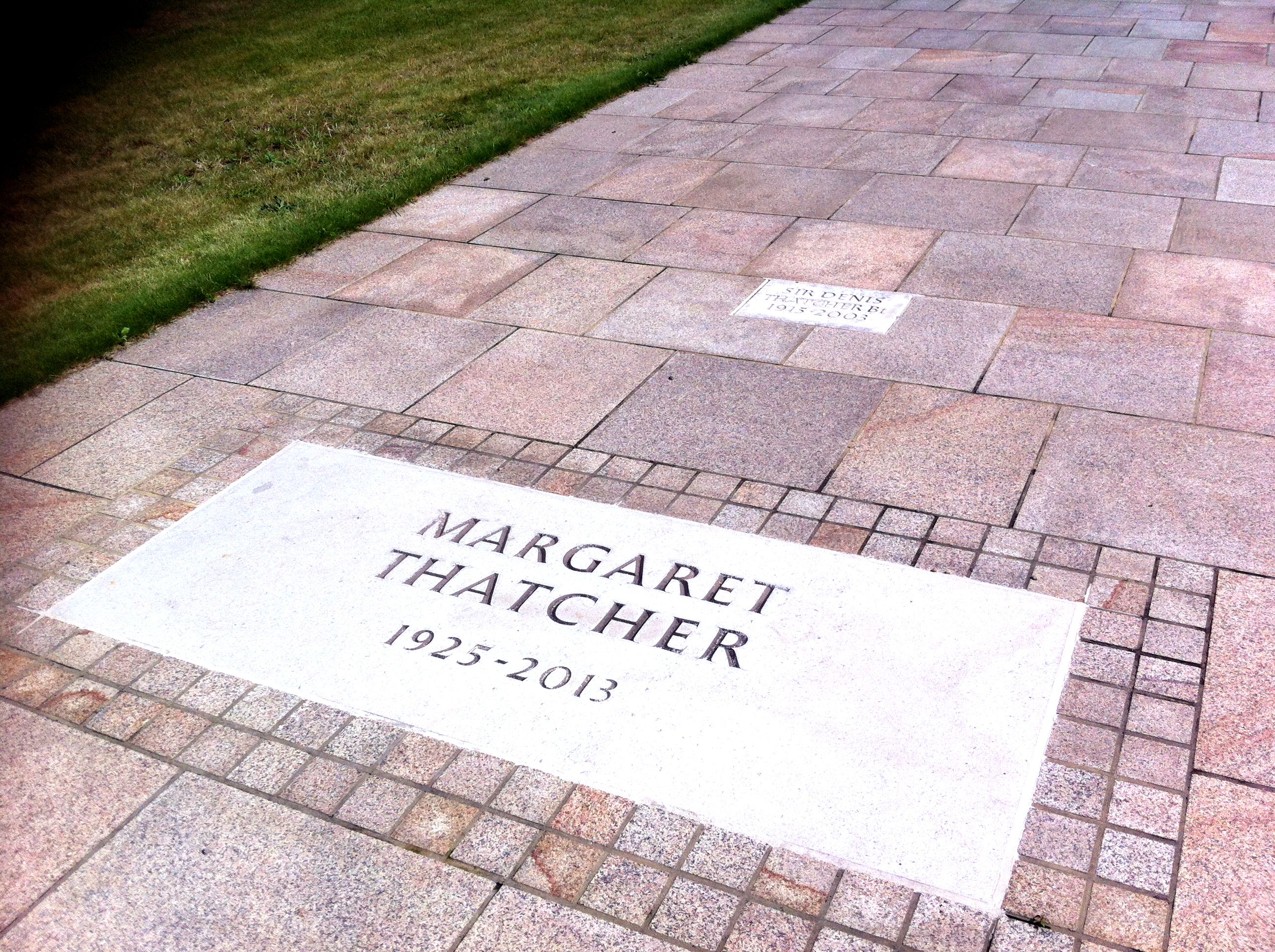
Могила Маргарет і Деніса Тетчер у Королівській лікарні Челсі

В останні роки життя Маргарет Тетчер тяжко хворіла. 21 грудня 2012 року їй зробили операцію з видалення пухлини сечового міхура. Тетчер померла вранці 8 квітня 2013 року на 88-му році життя в готелі Рітц (англ.) у середмісті Лондона, де мешкала після того, як в кінці 2012 року її виписали з лікарні. Причиною смерті став інсульт.
Відспівування відбулося у Соборі Святого Павла в Лондоні з військовими почестями. Ще 2005 року Тетчер склала докладний план свого похорону, а підготовка до нього велася з 2007 року — всі заходи, в яких бере участь королева, плануються завчасно. На своєму похороні, згідно з планом, «залізна леді» бажала присутності королеви Єлизавети II, членів королівської сім'ї, а також найбільших політичних діячів епохи правління Тетчер, включаючи експрезидента СРСР Михайла Горбачова (не зміг прибути через стан здоров'я). Згідно з останньою волею Тетчер, оркестр виконав вибрані твори англійського композитора Едварда Елгара. Після панахиди провели кремацію, а прах, згідно з волею покійної, поховали поруч з чоловіком Денісом на кладовищі військового госпіталю лондонського району Челсі. Похорон відбувся 17 квітня і коштував 6 мільйонів фунтів стерлінгів.

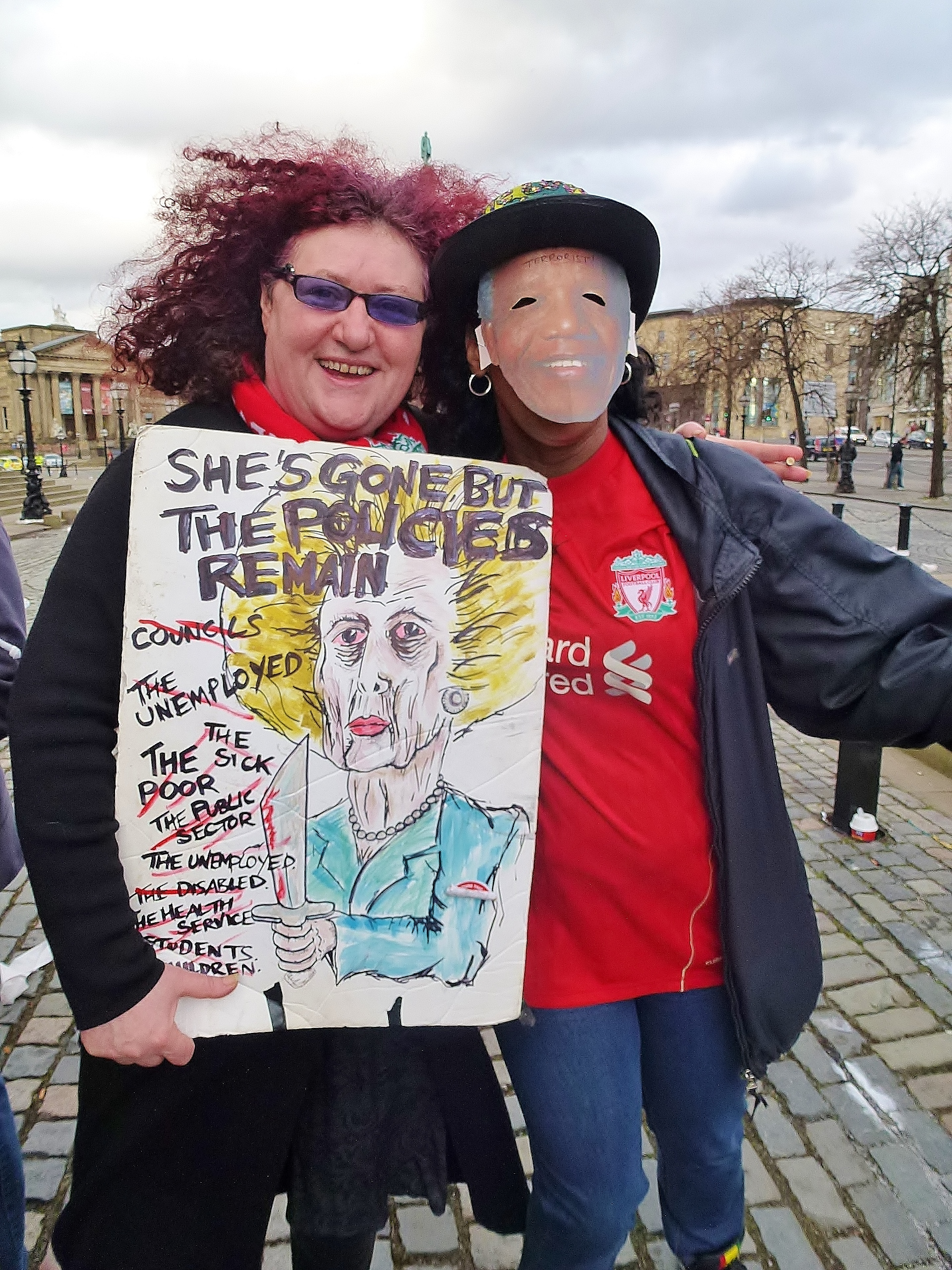
Демонстранти в Ліверпулі під час похорону Тетчер

##### Реакція на смерть
Спікер Букінгемського палацу сказав: «Королева була засмучена почути новину про смерть баронеси Тетчер. Її Величність надішле сім'ї приватного листа зі співчуттям.»
Чинний тоді прем'єр-міністр Девід Кемерон сказав: «Мені було дуже сумно дізнатися про смерть Леді Тетчер. Ми втратили великого лідера, великого прем'єр-міністра і велику британку.» Кемерон вирішив повернутися з туру Державних візитів європейськими країнами.
Ненависники Тетчер, яких теж чимало, як-от фанати футбольної команди «Ліверпуль», бурхливо святкували і влаштовували вуличні вечірки і гуляння з нагоди смерті експрем'єра. При цьому виконувалася пісня «Дінь-дон! Відьма померла» (англ. «Ding Dong! The Witch is Dead») з фільму «Чарівник країни Оз», який вийшов на екрани 1939 року. У квітневі дні 2013 року пісня знову стала популярною і посіла в офіційному зведеному чарті Великої Британії друге місце. Така реакція проявилася особливо в Ліверпулі, через те, що місцеві жителі звинувачують Залізну леді в приховуванні правди про трагедію в Гіллсборо.

## Спадщина
Для прихильників Тетчер залишається політичною діячкою, що змогла відновити британську економіку, завдати істотного удару по профспілках і відновити імідж Великої Британії як світової держави. У період її прем'єрства кількість британських жителів, що володіли акціями зросла з 7 до 25 %; понад мільйон сімей придбали будинки, що належали раніше муніципальним радам, що збільшило число домовласників з 55 до 67 %. Загальний особистий добробут виріс на 80 %. Перемога у Фолклендській війні і тісний союз з США також вважаються одним з її найважливіших досягнень.
У той же час період прем'єрства Тетчер відзначився високим рівнем безробіття населення і регулярними страйками. У питанні безробіття більшість критиків звинувачують її економічну політику, що перебувала під сильним впливом ідей монетаризму. Ця проблема, відповідно, стала причиною поширення наркоманії та розлучень. Виступаючи в квітні 2009 року в Шотландії, напередодні тридцятирічної річниці її обрання прем'єр-міністром, Тетчер наполягала на тому, що анітрохи не шкодувала про свої дії на посаді, зокрема щодо введення подушного податку і відмови від субсидування «застарілої промисловості, ринки збуту якої перебували в занепаді».
Прем'єрство Тетчер стало найтривалішим у XX столітті, з часів прем'єрства Солсбері (1885, 1886—1892 і 1895—1902) і найтривалішим безперервним перебуванням на посаді з часів лорда Ліверпуля (1812—1827).

## Слава і популярність
Журнал Time включив Маргарет Тетчер у сотню видатних людей 20-го століття в категорії «Лідери і революціонери»

### Нагороди

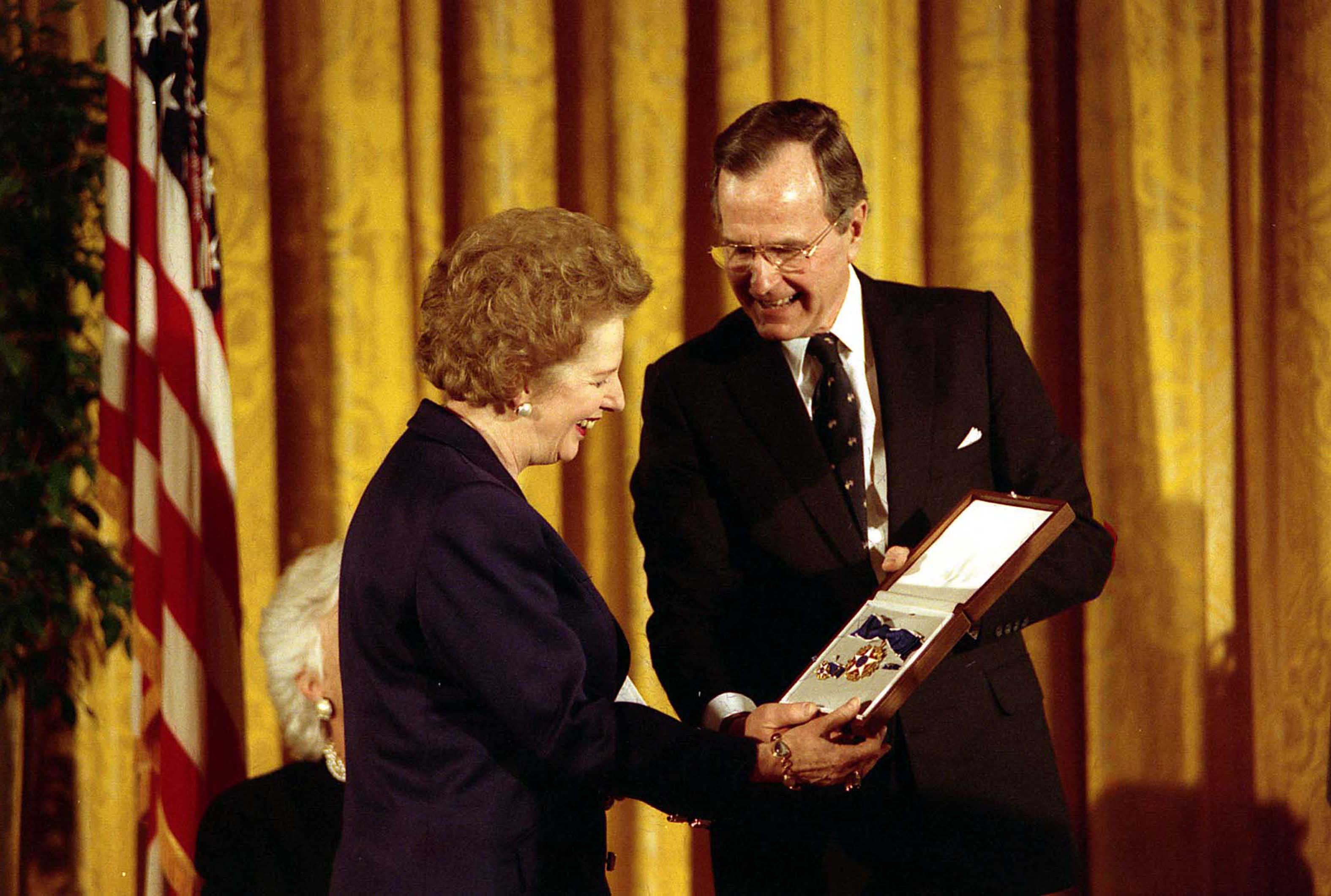
Президент США Джордж Буш ст. вручає Тетчер Президентську медаль Свободи (1991 рік)

Ставши 1970 року міністром освіти і науки, Тетчер стала і членом Таємної ради Великої Британії. Через два тижні після відставки вона отримала Орден Заслуг — відзнаку членів обмеженого товариства (ордена), заснованого у Великій Британії 1902 року королем Едуардом VII. Одночасно Деніс Тетчер отримав спадковий титул  баронета. 1992 року Тетчер стала членом Палати лордів з присвоєнням довічного перства з титулом баронеси Кестівена в графстві Лінкольншир і герба. 1995 року Єлизавета II посвятила її в дами Найблагороднішого Ордена Підв'язки (вищого лицарського ордена Великої Британії).
1983 року Тетчер обрали членом Лондонського королівського товариства, а після обрання 1975 року лідером Консервативної партії вона стала першою жінкою-повноправним членом (як почесний член) Карлтонського клубу.
На Фолклендських островах, починаючи з 1992 року, щорічно 10 січня відзначається День Маргарет Тетчер в пам'ять про її візит на острови 1983 року. Крім того, на її честь назвали вулицю в Порт-Стенлі, а також півострів у Південній Георгії.
Тетчер нагороджено Республіканською сенаторською медаллю Свободи, а також однією з двох вищих нагород США для цивільних осіб, які вручаються за рішенням президента США, — Президентською медаллю Свободи. Крім того, вона стала лауреаткою Премії Свободи Рональда Рейґана. Тетчер сприяла стратегічному дослідному інституту США The Heritage Foundation, при якому 2005 року створено Центр свободи імені Маргарет Тетчер.
1998 року Тетчер присвоєно звання почесного громадянина Загреба. Була постійним членом Більдерберзького клубу.

### Згадки в культурі
Особистість Маргарет Тетчер згадано в низці художніх творів, зокрема в літературних текстах, телевізійних програмах, художніх і документальних фільмах, театральних постановках, музичних композиціях. У документальній драмі «Фолклендська гра», що вийшла 2002 року на британському телеканалі BBC4, роль британського прем'єр-міністра зіграла актриса Патрісія Годж, а в «Маргарет Тетчер: Довгий шлях до Фінчлі» — Андреа Райзборо. Крім того, Тетчер стала головною героїнею фільмів «Маргарет» (2009; роль виконала Ліндсі Дункан) і «Залізна леді» (2011; роль виконала Меріл Стріп). За виконання ролі Тетчер Меріл Стріп стала володаркою восьмої статуетки премії «Золотий глобус», другої статуетки премії BAFTA і отримала третього «Оскара».
Стаття про Тетчер в Оксфордському біографічному довіднику є третьою за обсягом — понад 33 тисяч слів. Більшими є лише статті про Шекспіра і королеву Єлизавету II.

#### Кінематограф
- Джанет Браун — «Рішення 79» (1979), «Тільки для ваших очей» (1981).
- Морін Ліпман — «Вода» (1985).
- Керолайн Бернстайн — «Назад до справи» (2007), «Я — Боб» (2007).
- Меріл Стріп — «Залізна леді» (Франція, Велика Британія, 2011) — біографічний фільм-драма про життя Маргарет, який сама Тетчер сприйняла вкрай негативно[268].
- Джилліан Андерсон — «Корона (телесеріал)» (2016—2020).

#### Телебачення
- Анжела Торн — «Хто-небудь за Деніса?» (1982), «Данрулін» (1990).
- Стів Неллон — «Викапаний портрет» (1985—1987), «Наживо з Лондона» (1988), «KYTV» (1989), «Яблучко!» (1990), «Бен Елтон: Людина з Онти» (1990), «Новий держдіяч» (1987—1990), «Паллас» (1992), «Ніч з тисячею облич» (2001), «В пошуках Ла Ше» (2011).
- Хіларі Тернер — «Перший серед рівних» (1986).
- Морін Ліпман — «Про особа» (1989).
- «Картковий будиночок» (1990).
- Сільвія Сімс — «Тетчер: Останні дні» (1991).
- "Картковий будиночок. Остаточне рішення "(1995).
- «Останній дубль» (1995).
- Патрісія Ходж — «Фолклендська гра» (2002).
- Луїза Голд — «Щоденники Алана Кларка» (2004).
- Анна Мессі — «Піночет в передмісті» (2006).
- Кіка Маркхем — «Лінія краси» (2006).
- Керолайн Блекістон — «Кубок!» (2006).
- Елізабет Шеперд — «Відтінки чорного: Історія Конрада Блека» (2006).
- Андреа Райзборо — «Маргарет Тетчер: Довгий шлях до Фінчлі» (2008).
- Ліндсі Дункан — «Маргарет» (2009).
- Леслі Менвілл — «Королева» (2009).
- «Тетчер. Жінка на вершині влади» (рос. «Тэтчер. Женщина на вершине власти»; документальний, Росія, 2010)[269].
- «Історичні хроніки з Миколою Сванідзе», 84 серія — «1982 рік. Маргарет Тетчер і СРСР» (документальний, 2012).

#### Театр
- Billy Elliot the Musical (Лі Голл, Стівен Долдрі, 2005 — нині)

#### Письменство
- «Перший серед рівних» (Джеффрі Арчер, 1984)
- «Четвертий протокол» (Фредерік Форсайт, 1984).
- «Парламентер» (Фредерік Форсайт, 1989).
- «Ошуканець» (Фредерік Форсайт, 1991).
- «Щоденники Алана Кларка» (Алан Кларк, 1993, 2000).
- «Кулак Аллаха» (Фредерік Форсайт, 1994).
- «Ікона» (Фредерік Форсайт, 1997).
- «Лінія краси» (Алан Голлінґгерст, 2004)
- Дитинство Маргарет описано в книзі для дітей «Анастасія Крачковська про Евариста Ґалуа, Теодора Рузвельта, Енді Воргола, Михайла Дзиндру, Маргарет Тетчер»[270].

#### Музика
- Обкладинка синглу «Women in Uniform» (Iron Maiden, 1980)
- «The Final Cut» (Pink Floyd, 1983)
- «Maggie» (The Exploited, 1985)
- «Maggie» (Chaos U.K., 1982)
- «Heartland» (The The, 1986)
- «Margaret On The Guillotine» (Morrissey, 1988)
- «All My Trials» (Paul McCartney, 1990)
- «Маргарет» (гурт «Електрофорез», 2012)

## Письменницькі витвори
- Thatcher, (1993). The Downing Street Years. HarperCollins. ISBN 978-0-00-255049-9.
- Thatcher, (1995). The Path to Power. HarperCollins. ISBN 978-0-00-255050-5.
- Thatcher, (2003). Statecraft: Strategies for a Changing World. Harper Perennial. ISBN 978-0-06-095912-8.

## Власні вислови

### Про націоналізм
Розумний і стабільний міжнародний порядок може будуватися лише на повазі до націй і національних держав. Націоналізм, національна гордість і національні інститути, незважаючи на властиві їм недоліки, формують найкращу основу для дієвої демократії. Спроби придушити національні відмінності або об'єднати різні нації з чітко вираженими традиціями в штучні державні утворення дуже часто закінчуються провалом, а іноді — кровопролиттям.

### Про жінок у армії
Фемінізація військової служби, мабуть, найбільш згубна з цих «реформ». Зважаючи на те, що чоловіки в цілому фізично сильніші за жінок, виникає дилема — або не допускати останніх до виконання завдань, що вимагають фізичної сили, або знизити складність самих завдань, що, погодьтеся, легко зробити на навчаннях, але не в бою. Прихильники фемінізації обирають, звичайно, другий шлях. І нерідко з ними погоджуються.

### Про комунізм
Я завжди була впевнена в тому, що комуністична система неминуче зазнає краху, якщо Захід збереже твердість. Моя впевненість виникала з того, що комунізм намагався йти проти самої суті людської натури і, отже, був хитким. Його прагнення нівелювати індивідуальні особливості не давало можливості мобілізувати індивідуальні таланти, що принципово важливо для створення матеріальних цінностей. Він збіднював не просто душі, а саме суспільство.

## Маргарет Тетчер і Україна
Маргарет Тетчер була проти виходу України з СРСР. За словами Ігоря Юхновського, що очолював парламентську опозицію у Верховній раді 1990—1994 років, на прохання визнати Українську державу вона лише іронічно відповіла: 
| "Ми з Каліфорнією дипломатичних стосунків не наводимо"[272]. |
Радником прем'єр-міністра Маргарет Тетчер був Стефан Терлецький, бізнесмен, меценат, перший етнічний українець, який був членом британського парламенту.